# John William Waterhouse
John William Waterhouse   (Roma, 6 d'abril de 1849 - París, 11 de febrer de 1917) fou un pintor anglès nascut a Itàlia i relacionat amb la Germandat Prerafaelita creada a Anglaterra, i que és famós especialment pels seus quadres de personatges femenins de la mitologia grega i del cicle artúric.
Waterhouse fou un dels últims prerafaelites, essent més productiu en les darreres dècades del segle xix i les primeres del xx. Per aquest motiu, ha estat anomenat "el modern prerafaelita", i, de fet, va incorporar a la seva obra tècniques pròpies dels impressionistes francesos.

## Biografia

### Joventut
Waterhouse nasqué a Roma de la unió dels pintors anglesos William i Isabella Waterhouse el 1849, precisament el mateix any que els membres de la Germandat Prerafaelita, entre els quals es trobaven Dante Rossetti, John Millais i William Holman Hunt, es van reunir per primera vegada a Londres. La data exacta del seu naixement no es coneix, tot i que fou batejat el 6 d'abril, i el principal estudiós de la seva obra, Peter Trippi, creia que hauria nascut entre l'1 i el 23 de gener d'aquell mateix any. Els seus primers anys a Itàlia s'han considerat un dels motius de què moltes de les seves obres estiguin ambientades a l'antiga Roma o representin temes de la mitologia romana.
El 1854, els Waterhouse tornen a Anglaterra i s'instal·len en una casa de nova construcció al barri londinenc de South Kensington, just al costat del Victoria and Albert Museum, que s'acabava d'inaugurar. 'Nino', com anomenaven al jove Waterhouse, pel fet que venia de família d'artistes, l'encoratjaren a dedicar-se al dibuix, i sovint copiava obres d'art que trobava al Museu Britànic i a la National Gallery de Londres. El 1871 va ingressar a l'escola de la Royal Academy of Arts, en principi per aprendre escultura, tot i que després ho va canviar per la pintura.

### Primeres obres

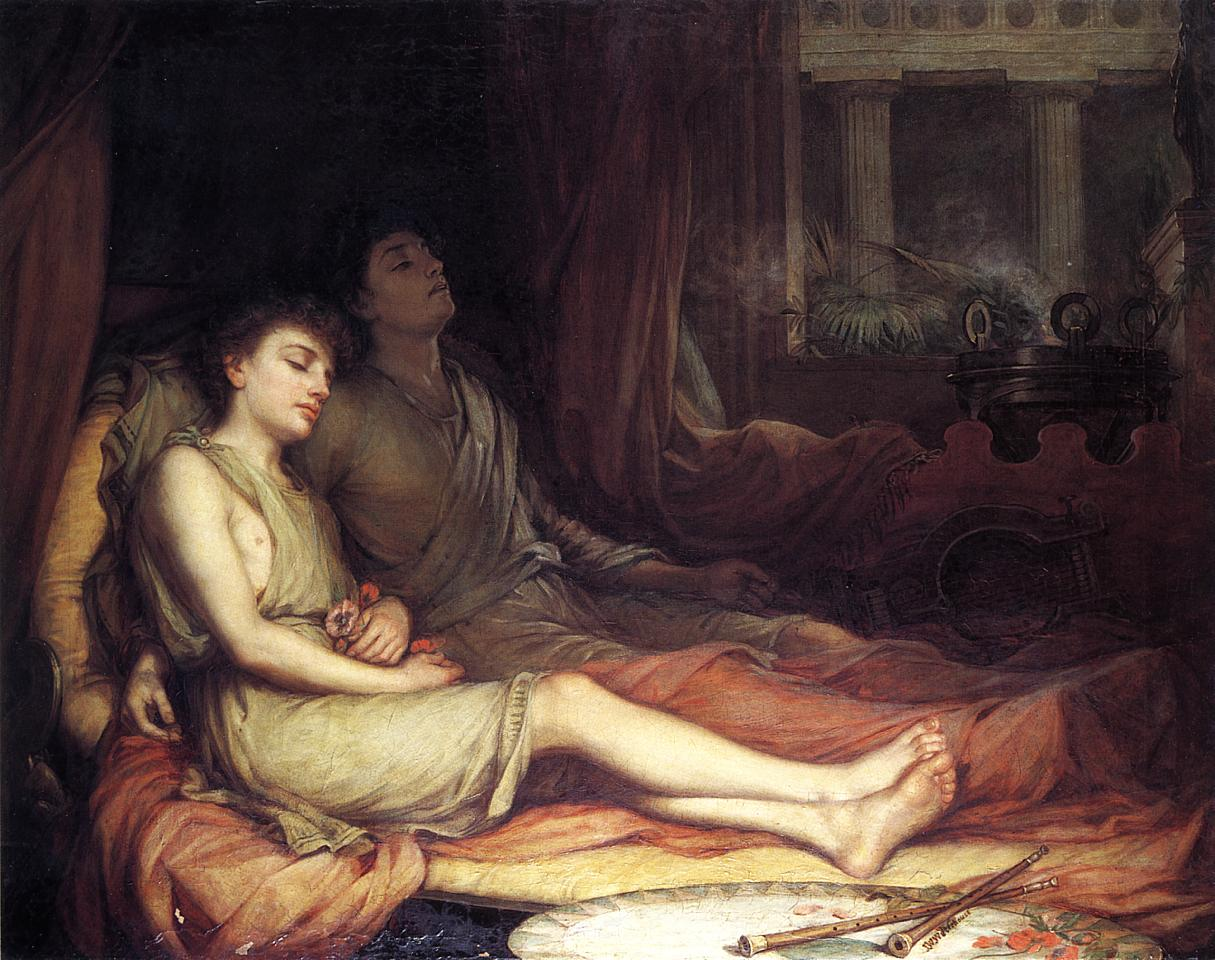
Hipnos i el seu germà Tànatos, 1874

Les obres primerenques de Waterhouse no eren prerafaelites, pel que fa a la representació de la natura, però sí el tractament dels temes clàssics, en la línia de Lawrence Alma-Tadema i Frederic Leighton. Aquestes primeres obres foren exposades a la Galeria del Museu Dudley i a la Societat Britànica d'Artistes, i el 1874 el seu quadre Somni i el seu germanastre Mort participà en l'exposició d'estiu de la Royal Academy. Va tenir molt d'èxit i des d'aleshores participaria en totes les exposicions anuals fins a 1916, excepte el 1890 i el 1915. Va anar pujant cada cop més al món de l'art, a Londres, fins que el 1876 la seva obra Després del ball va obtenir el primer premi a l'exposició de l'estiu d'aquest any. Potser era a causa d'aquest èxit que els quadres li anaven quedant cada cop més i més grans.

### Obra principal
El 1883 es va casar amb Esther Kenworthy, la filla d'un professor d'art d'Ealing que havia exposat les seves pintures florals a la Royal Academy i a altres llocs. No van tenir fills. El 1895 Waterhouse fou elegit acadèmic. Va ensenyar a l'Escola d'Art St. John's Wood, va ingressar al Club d'aquesta escola i formà part del Consell de la Royal Academy.
Una de les pintures més famoses de Waterhouse és The Lady of Shalott. En realitat, va pintar tres versions diferents d'aquesta obra, el 1888, el 1894, i el 1916. Un altre personatge preferit de Waterhouse fou Ofèlia; el més famós dels seus quadres sobre Ofèlia la representa just abans de morir, posant-se flors al cabell asseguda al troc d'un arbre caigut a la vora d'un llac. El quadre va estar desaparegut fins al segle xx, i ara s'exposa a la col·lecció de Lord Andrew Lloyd Webber. Waterhouse tornaria a pintar Ofèlia el 1894 i també el 1909 o 1910, i planejava un altre quadre de la mateixa sèrie, titulat "Ophelia in the Churchyard."
Waterhouse no va poder acabar la seva sèrie de quadres sobre el tema d'Ofèlia perquè va caure greument malalt de càncer el 1915, i va morir dos anys més tard. Es troba enterrat al cementiri Kensal Green, a Londres.

## Galeria

### Dècada de 1870

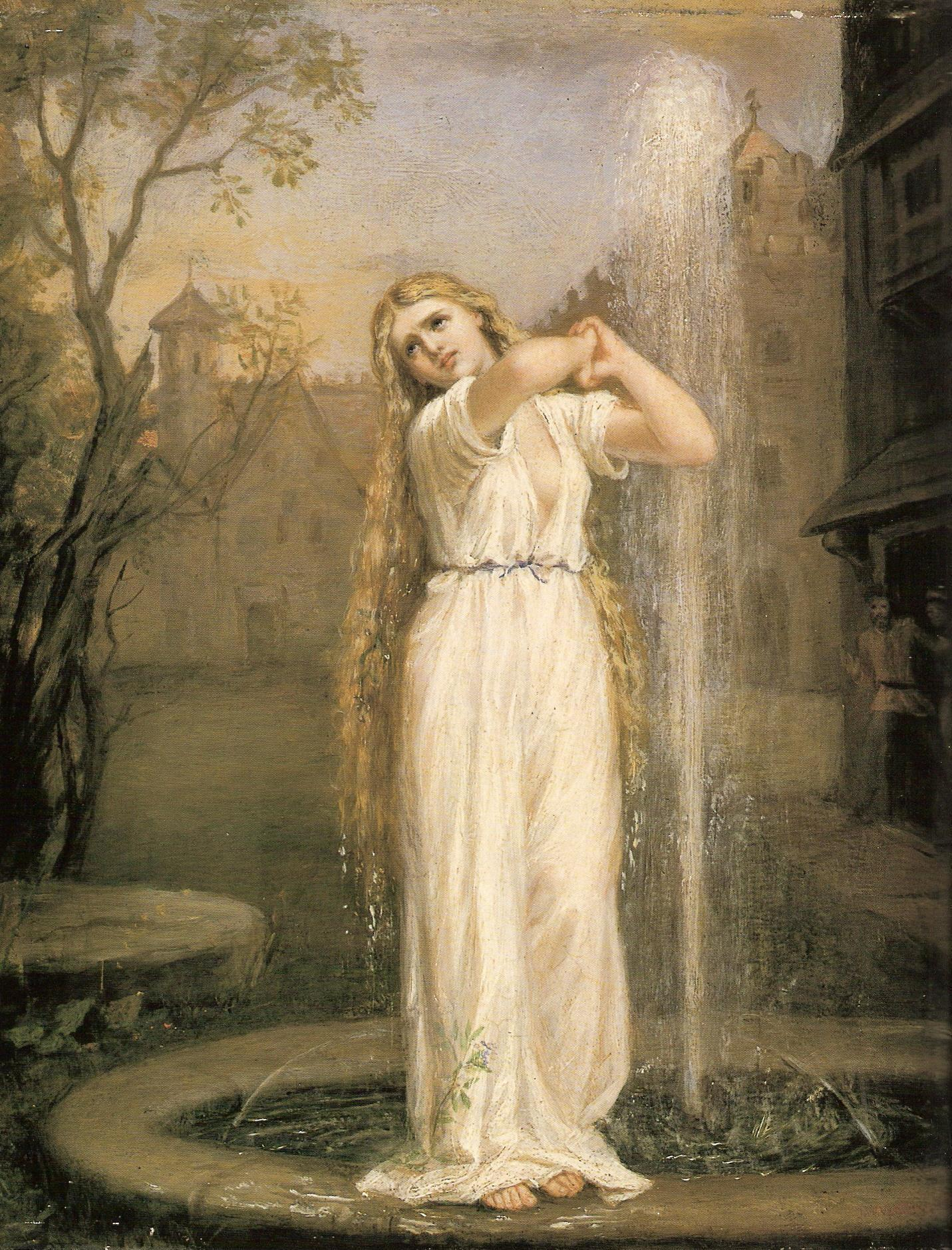
Undine 1872
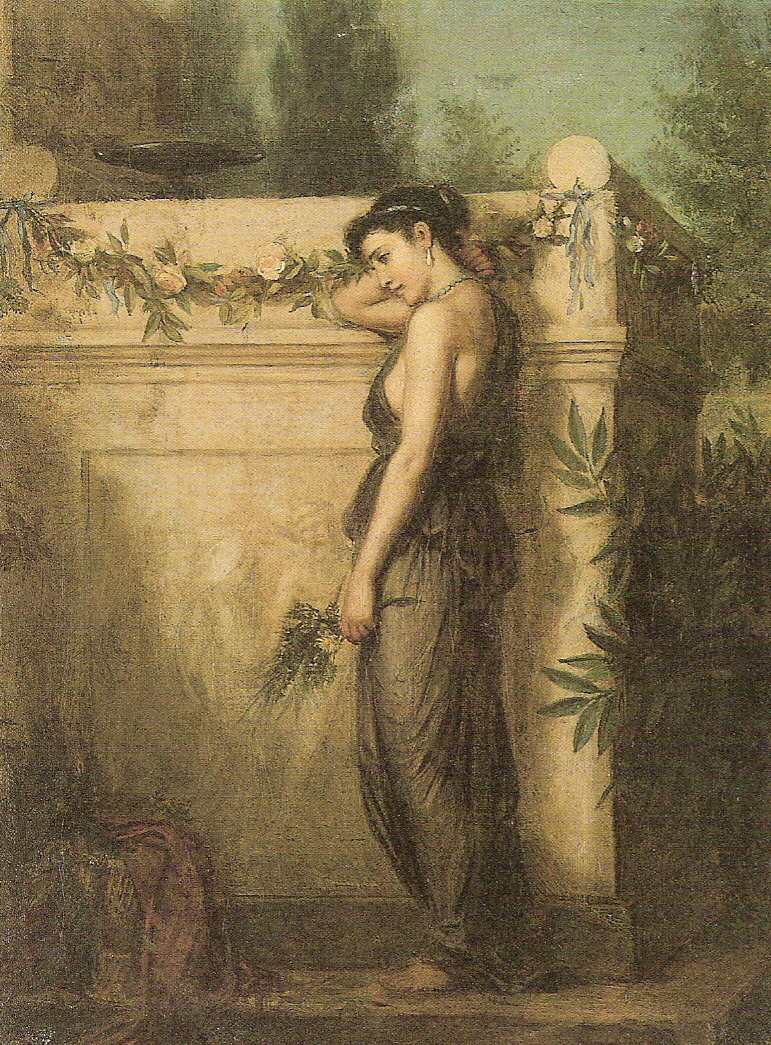
Gone, But Not Forgotten 1873
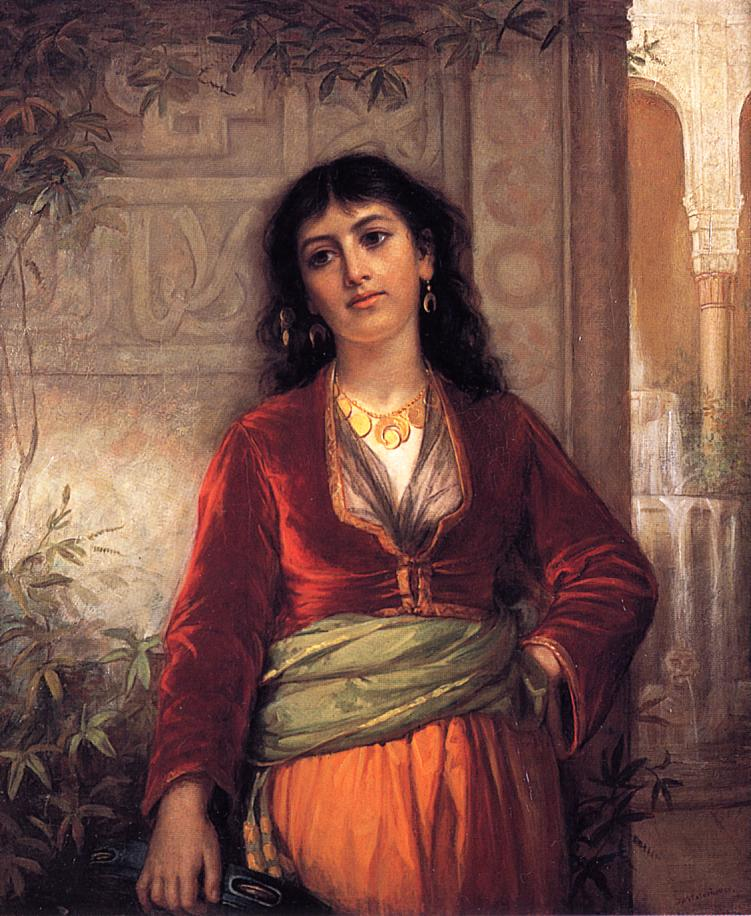
The Unwelcome Companion--A Street Scene in Cairo 1873
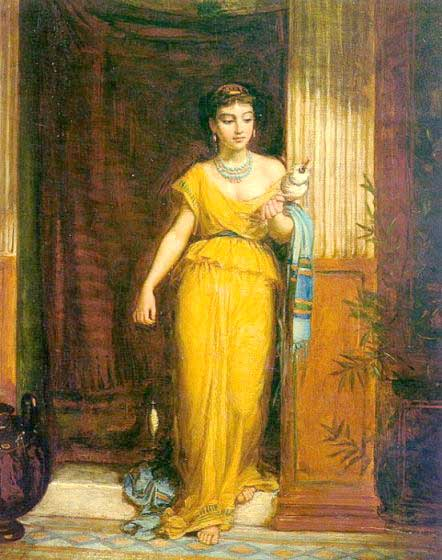
La Fileuse 1874
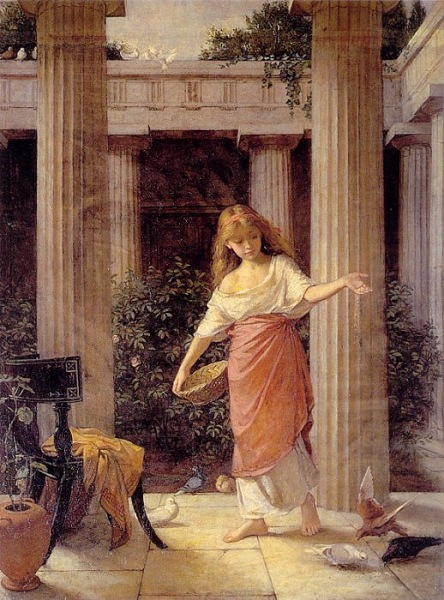
In the Peristyle 1874
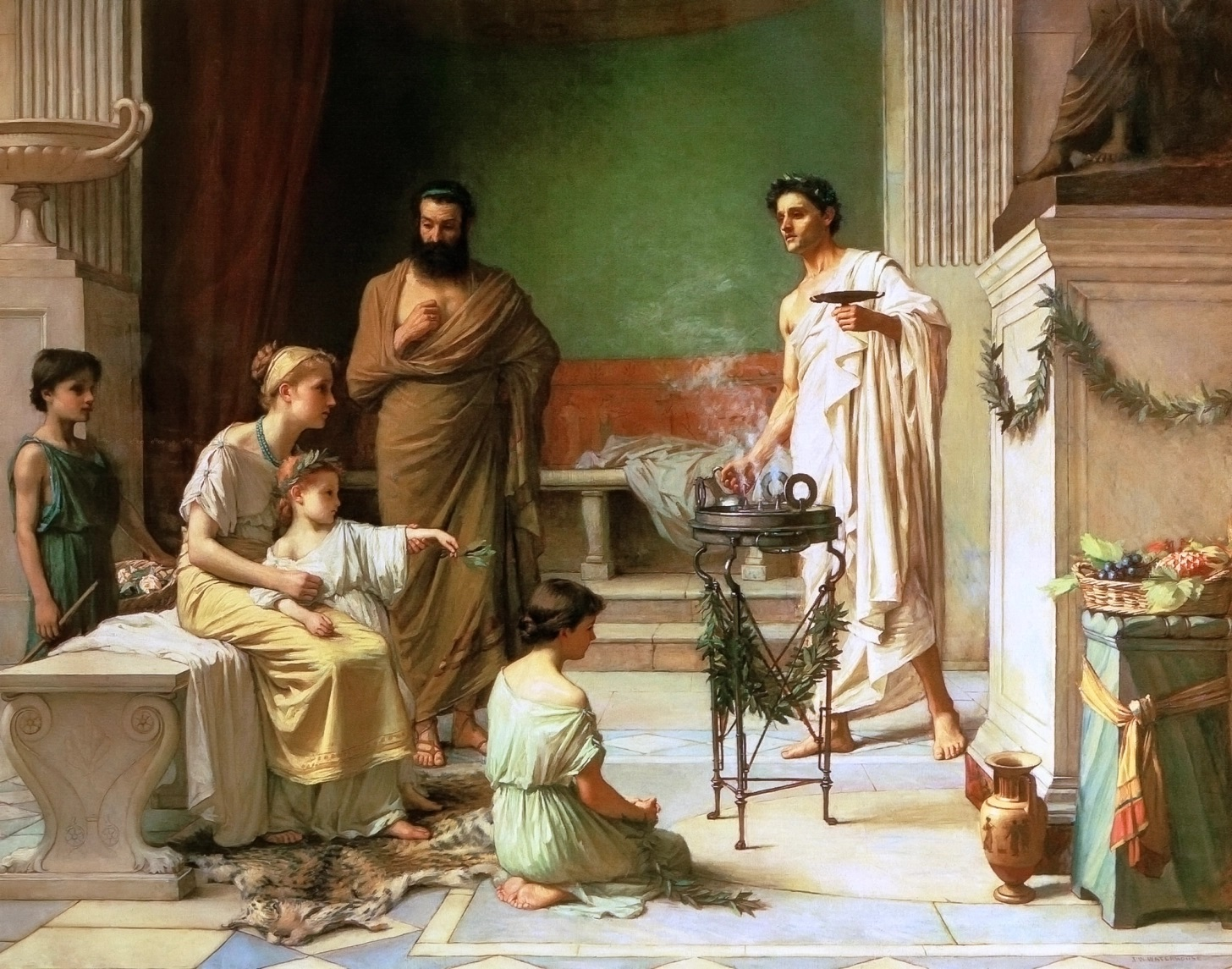
A Sick Child brought into the Temple of Aesculapius 1877
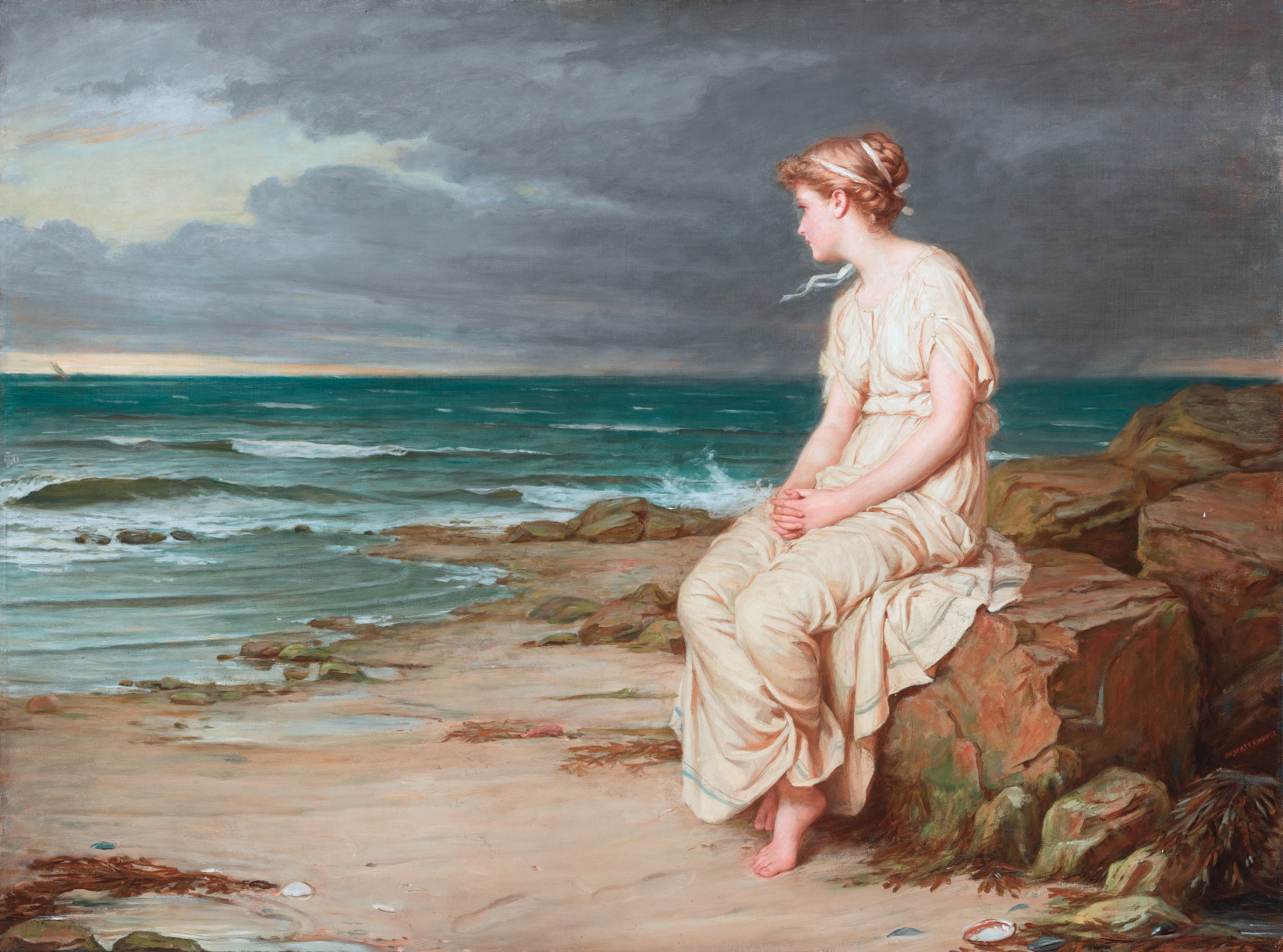
Miranda 1875
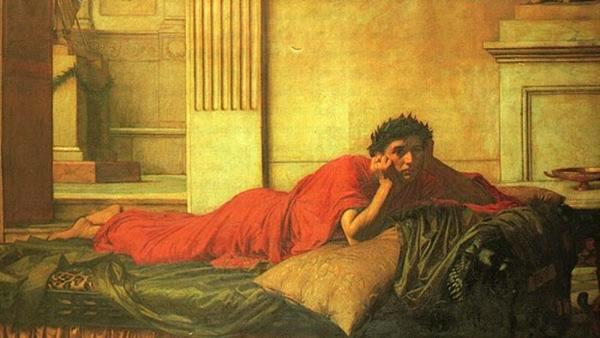
The Remorse of the Emperor Nero after the Murder of his Mother 1878

### Dècada de 1880

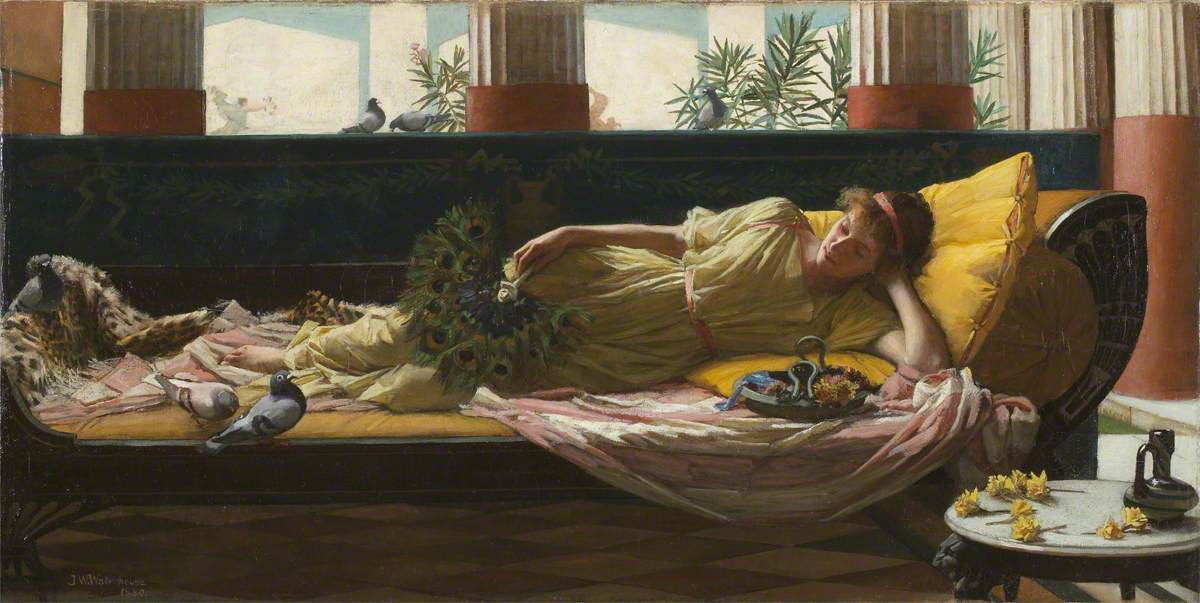
Dolce far Niente 1880
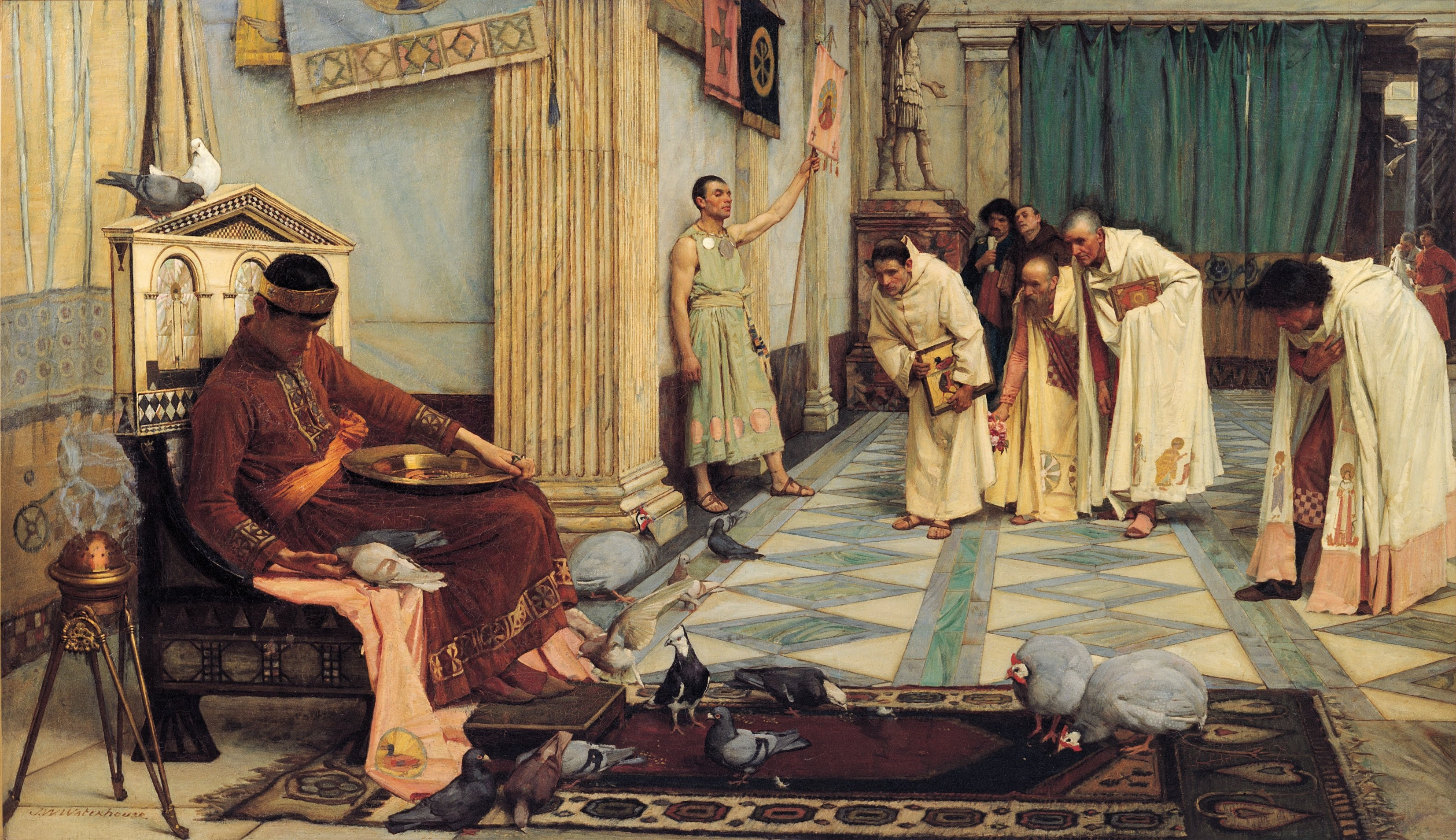
Els favorits de l'emperador Flavi Honori 1883
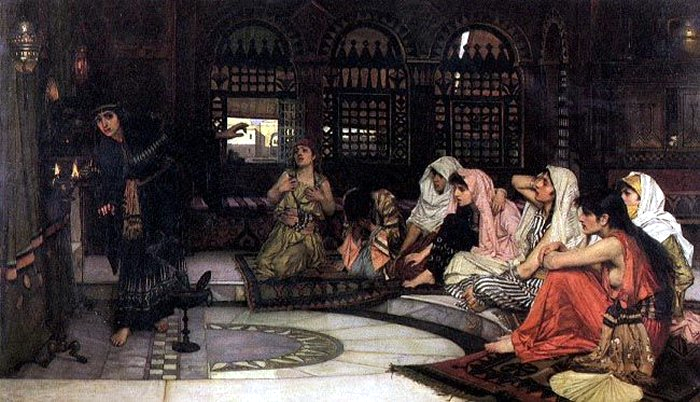
Consultant l'Oracle 1884
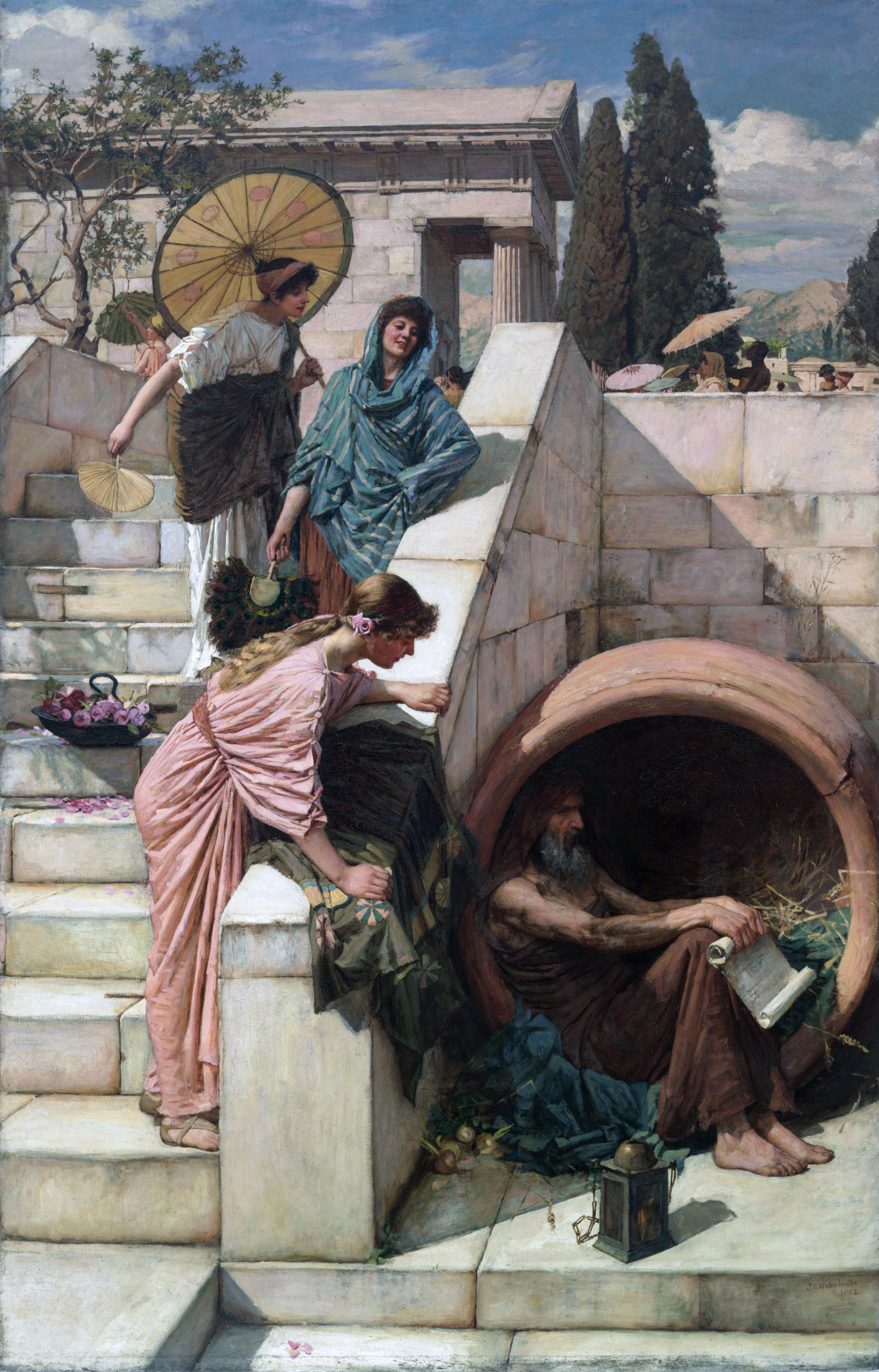
Diogenes 1882
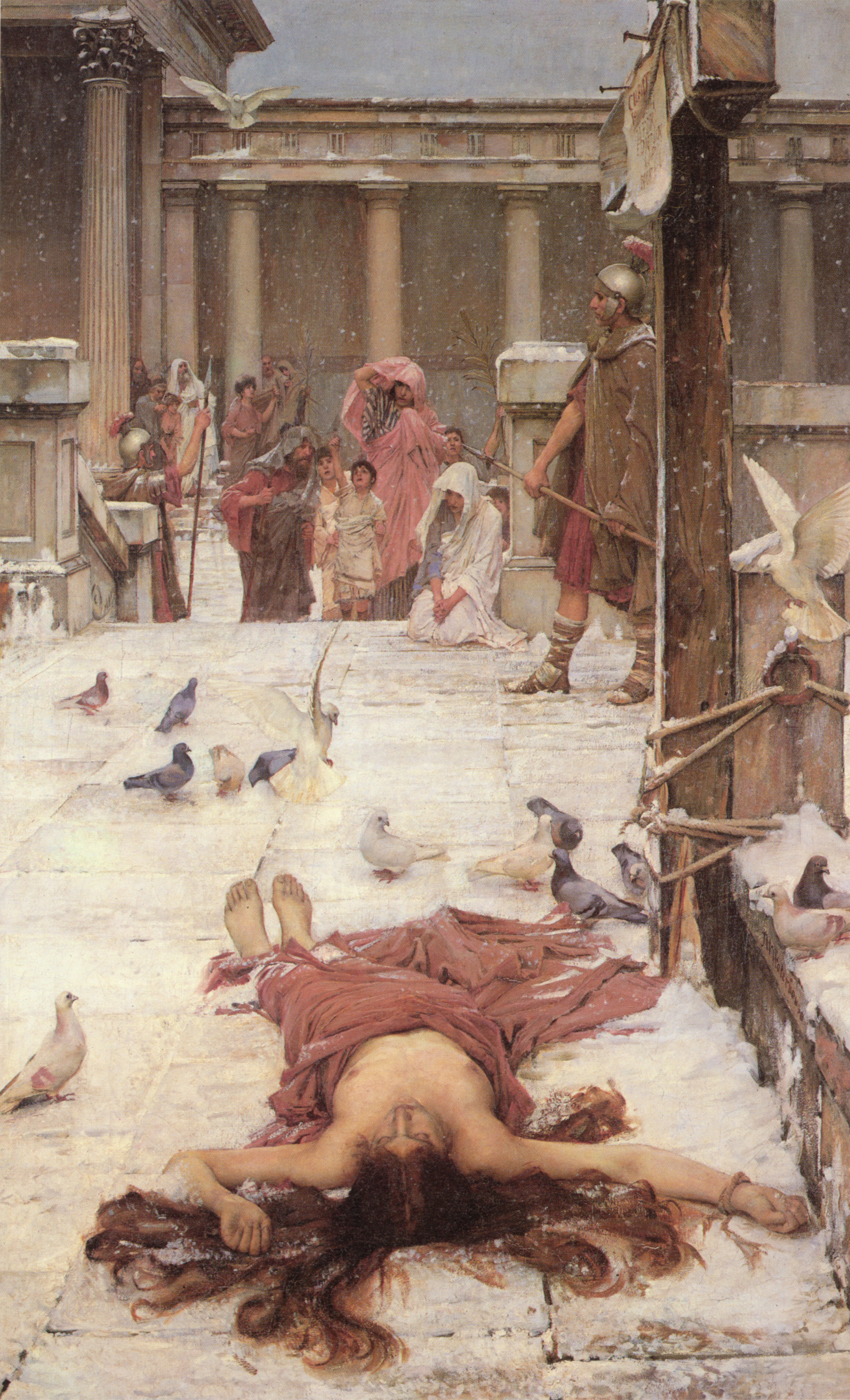
Santa Eulàlia 1885
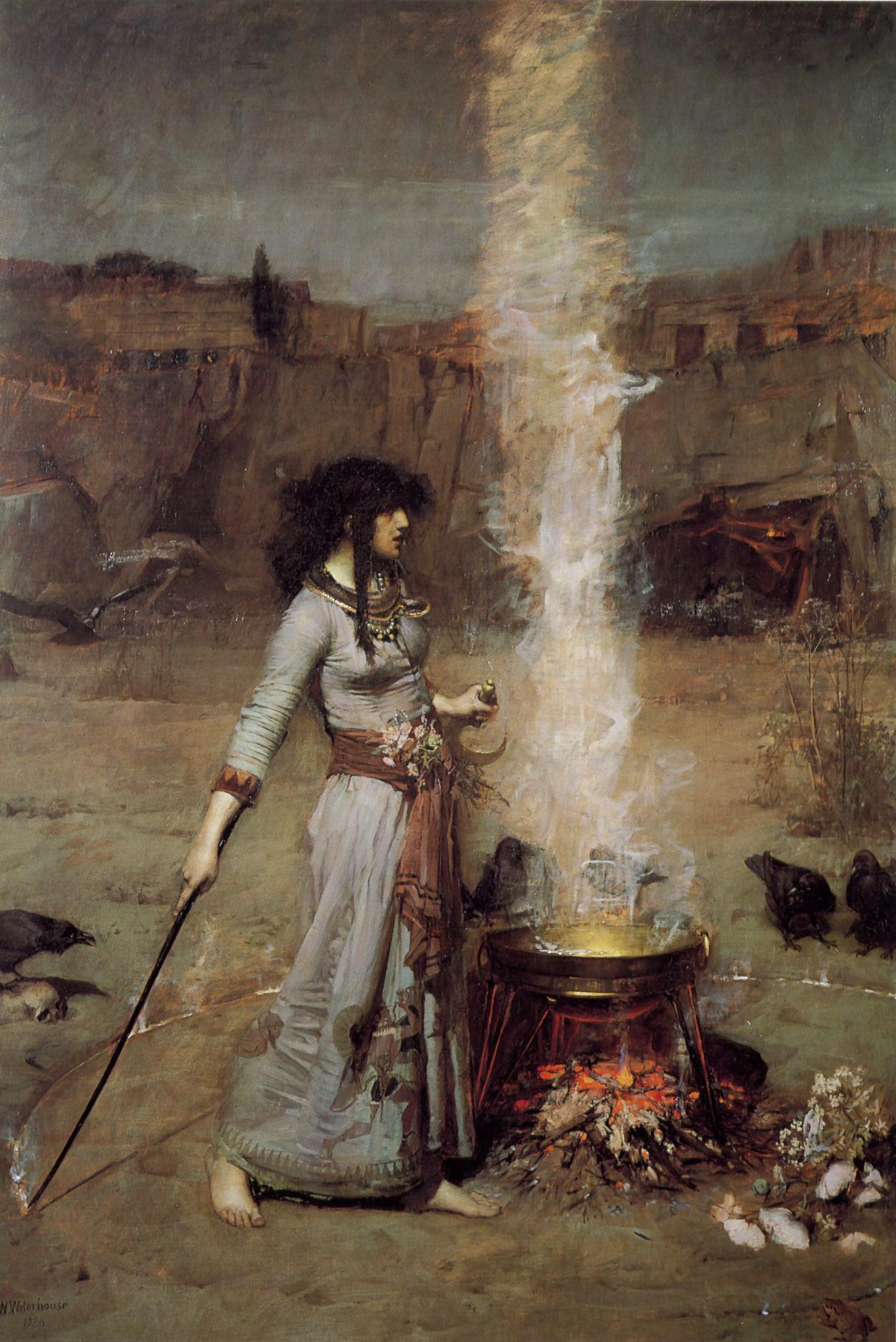
Magic Circle 1886
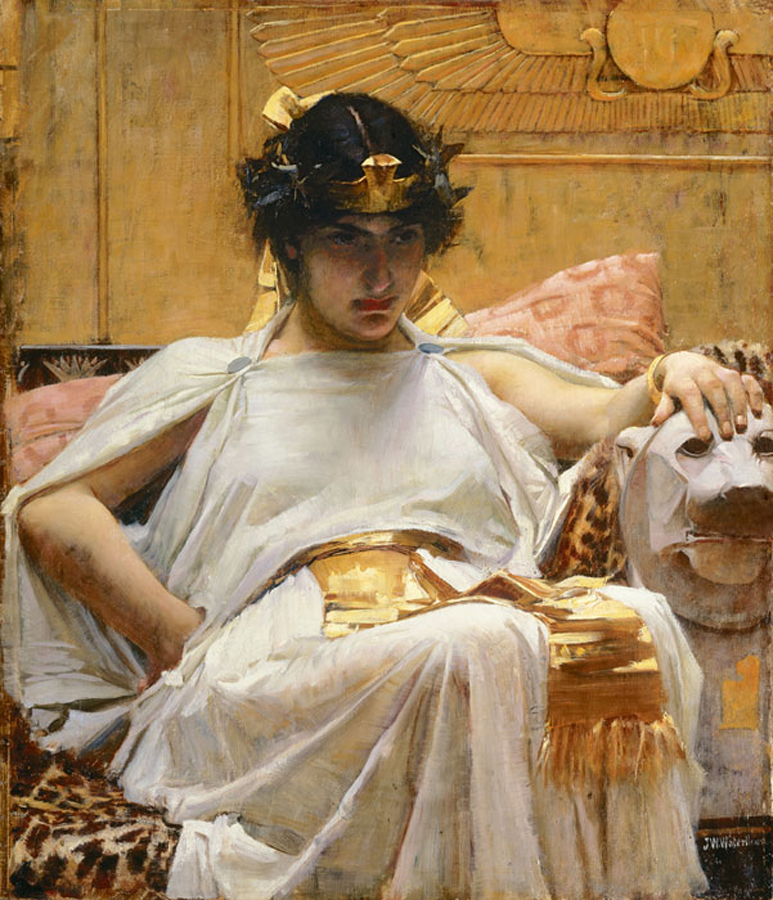
Cleopatra 1888
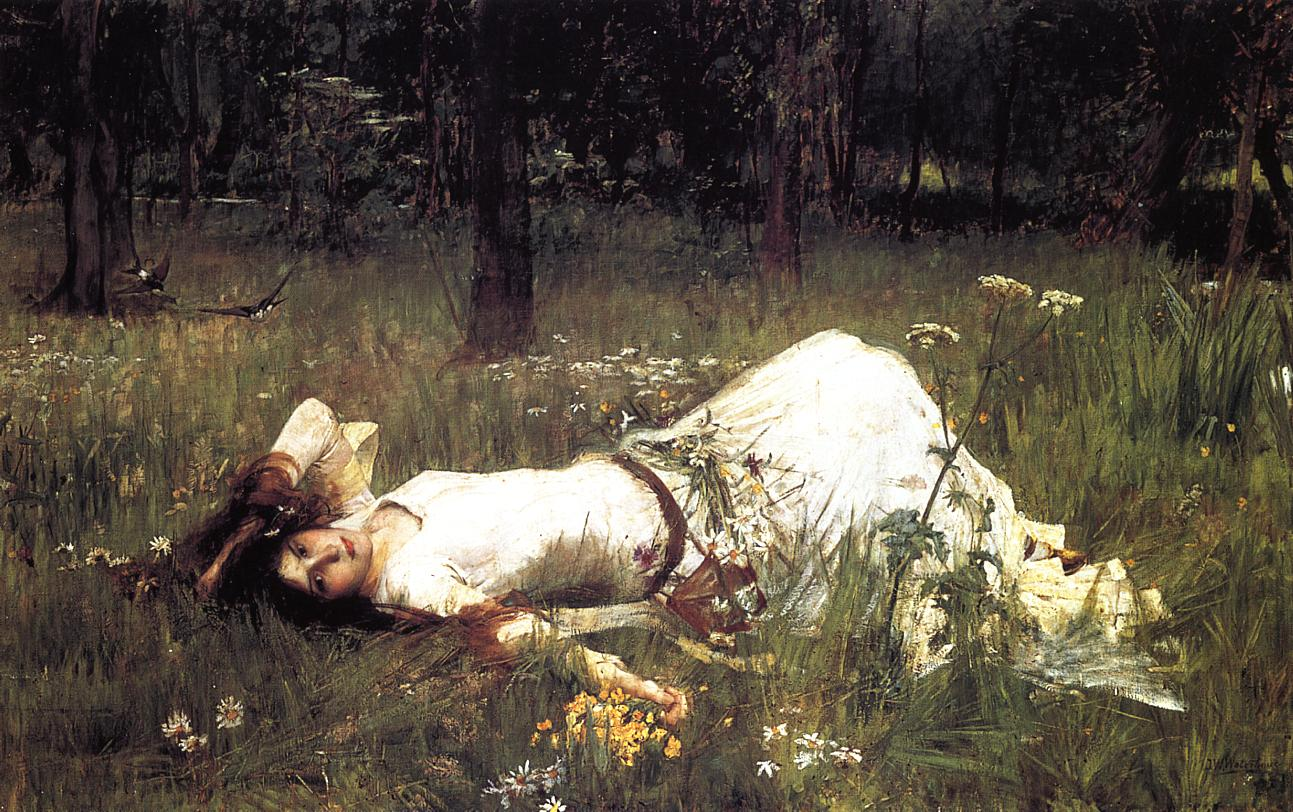
Ophelia 1889

### Dècada de 1890

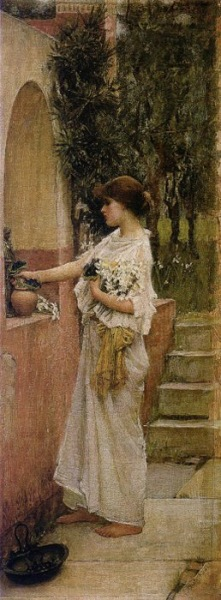
A Roman Offering 1890
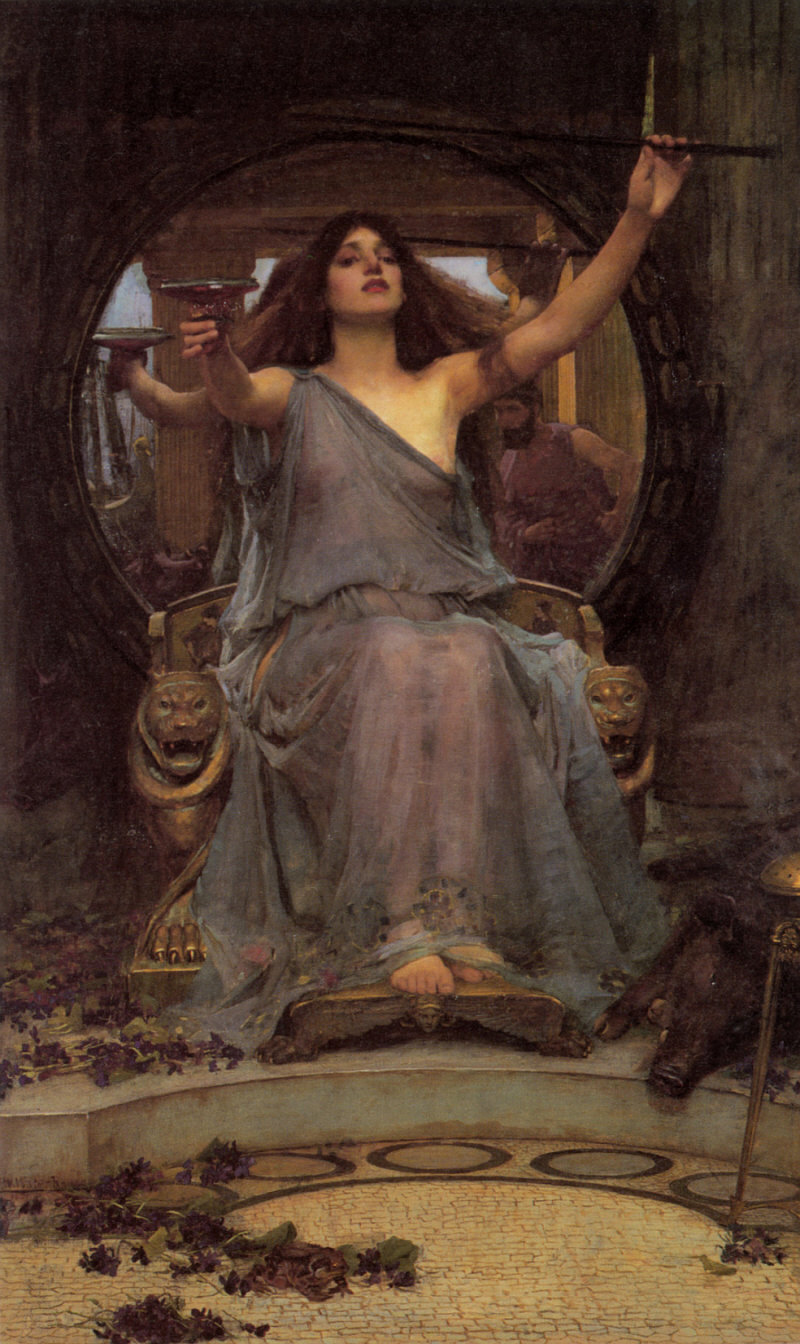
Circe oferint la copa a Odisseu 1891
Ulisses i les sirenes 1891
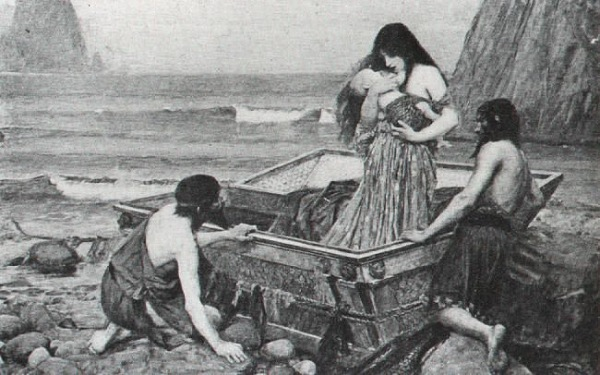
Danaë 1892
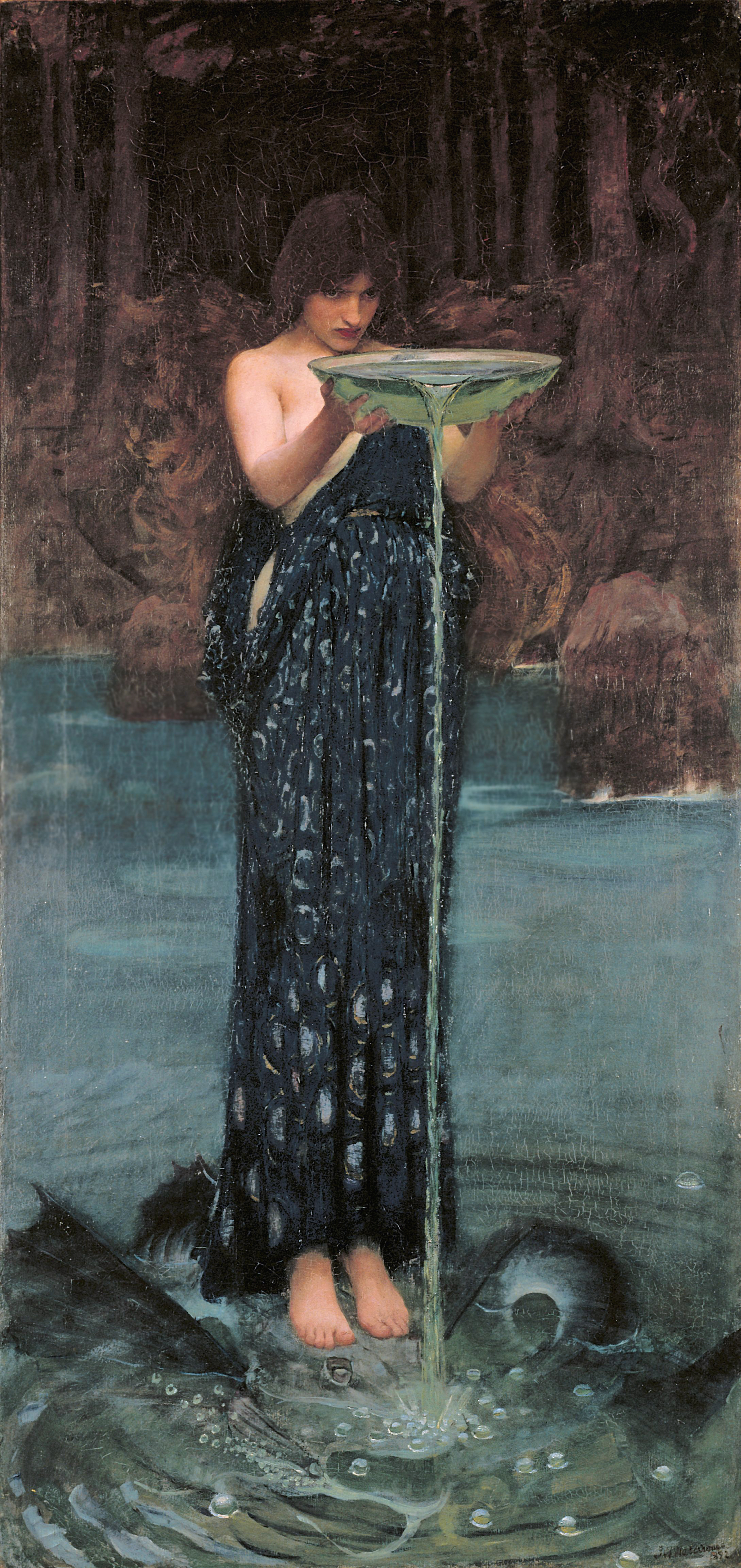
Circe envejosa 1892
A Naiad or Hylas with a Nymph 1893
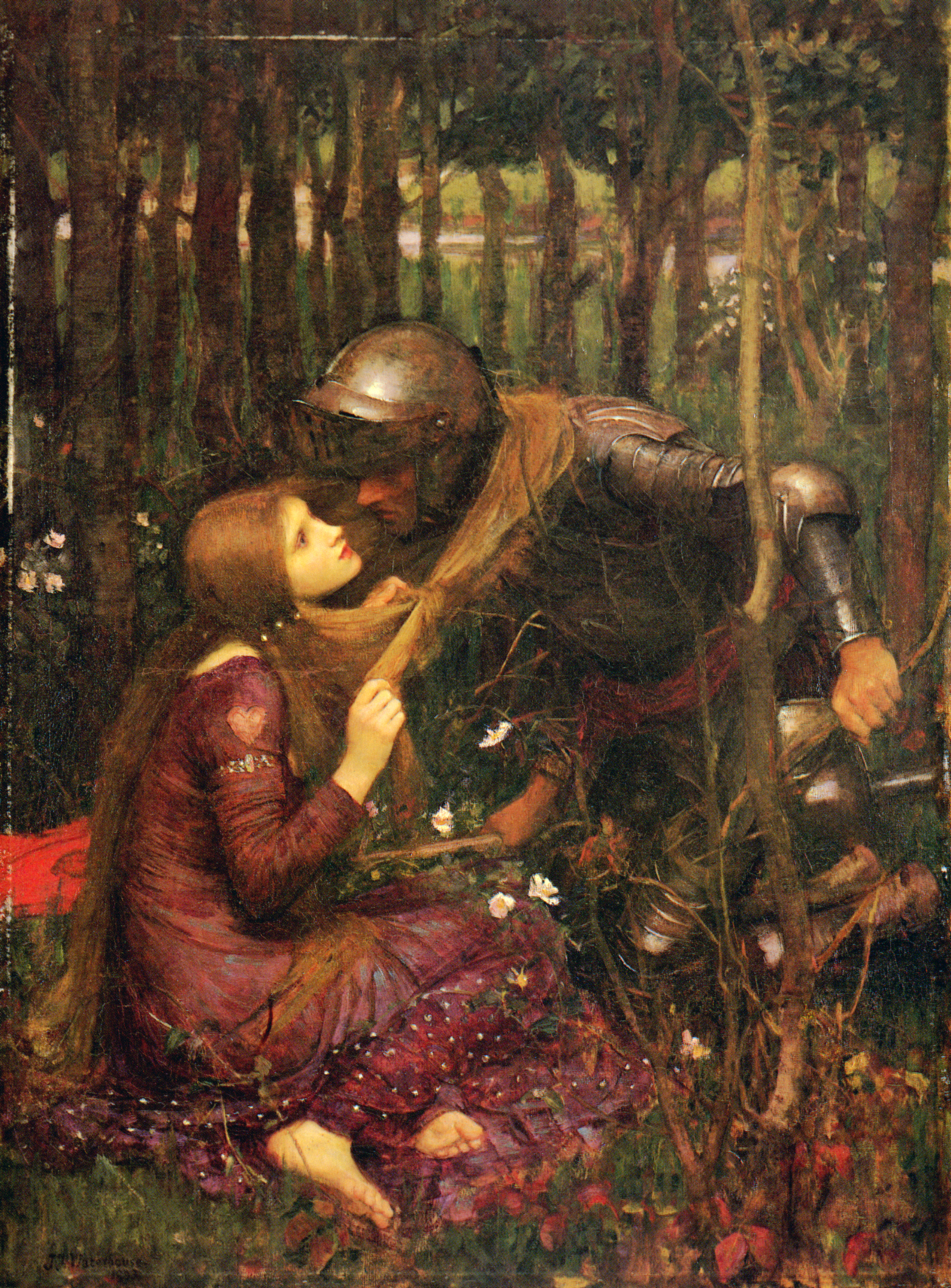
La Belle Dame sans Merci 1893
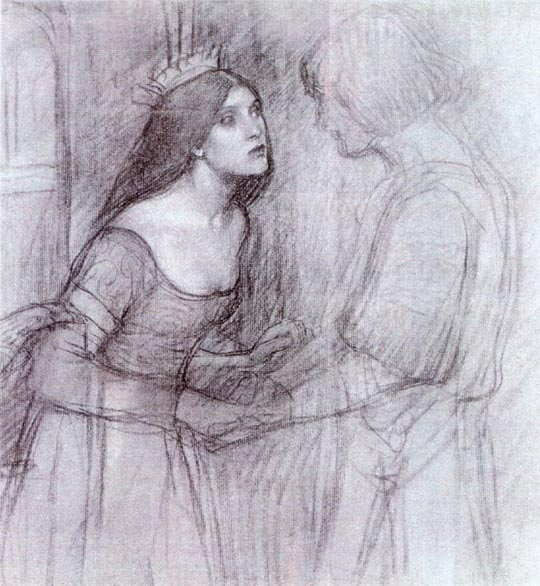
A Female Study 1894
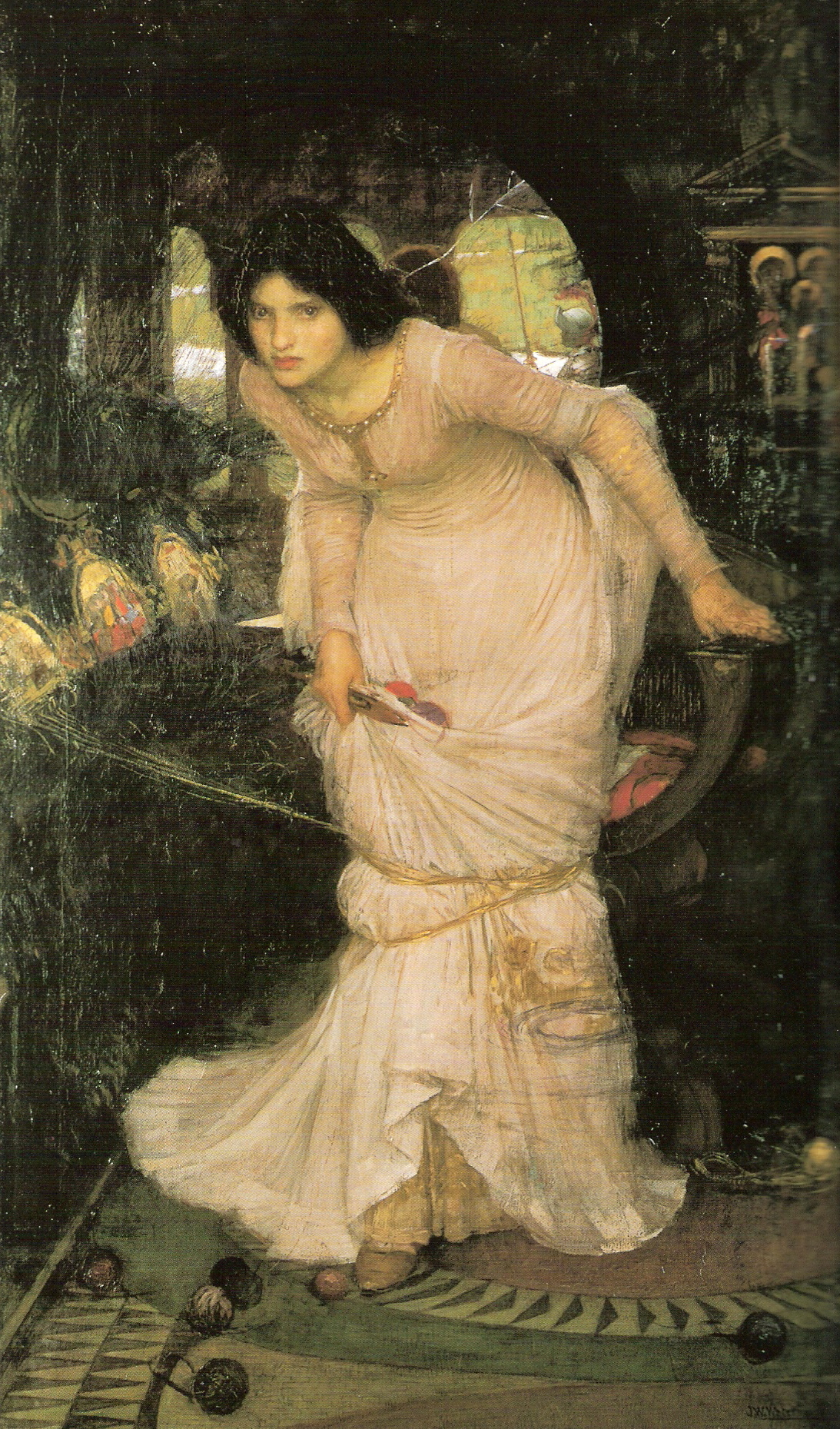
The Lady of Shalott Looking at Lancelot 1894
Ophelia 1894
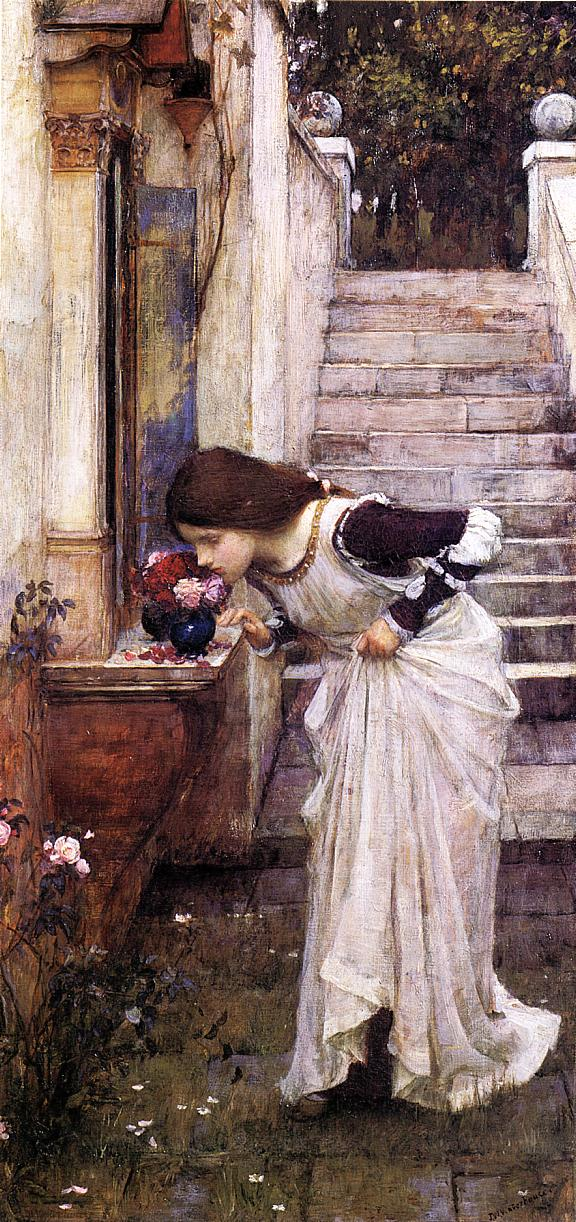
The Shrine 1895
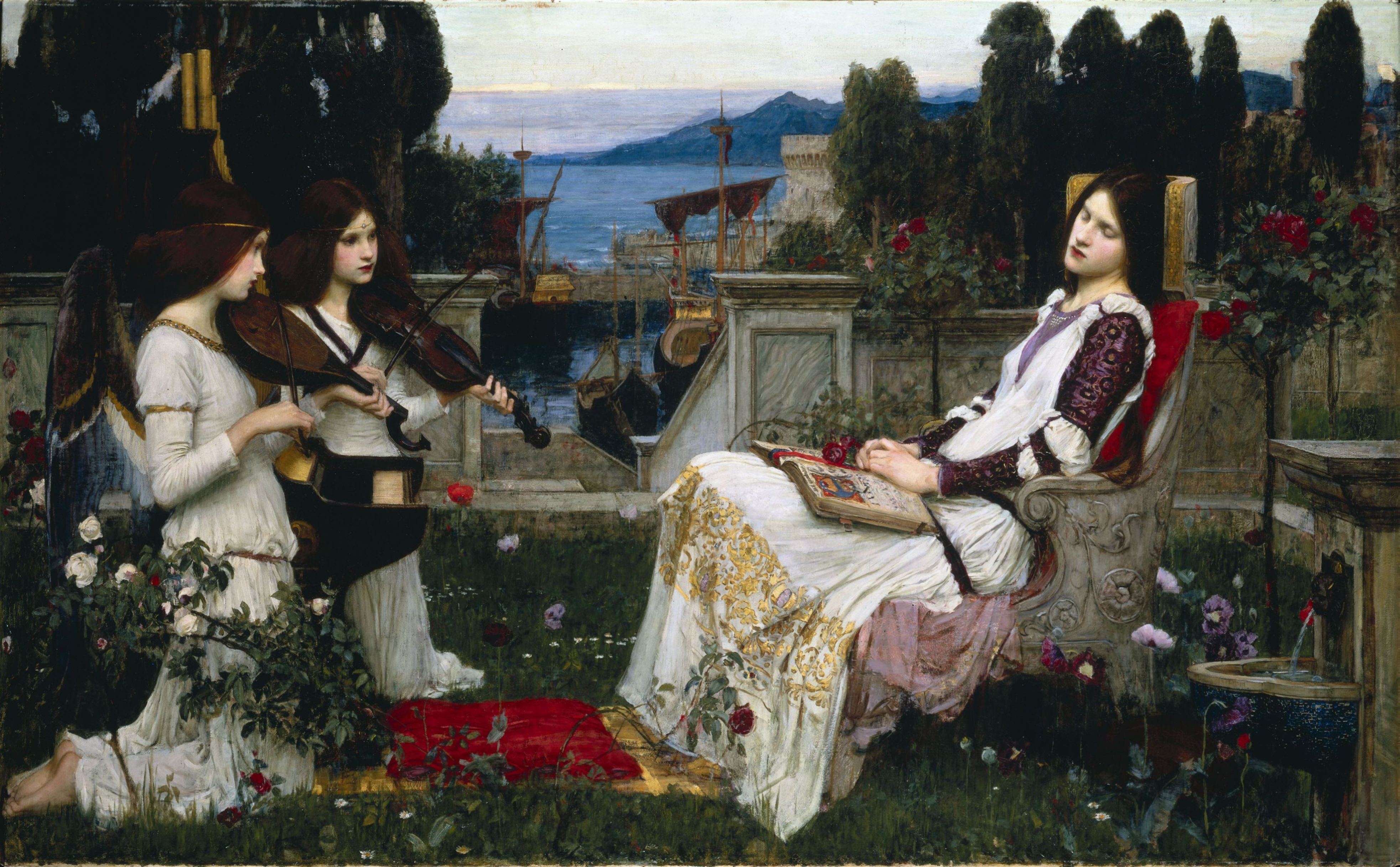
Saint Cecilia 1895
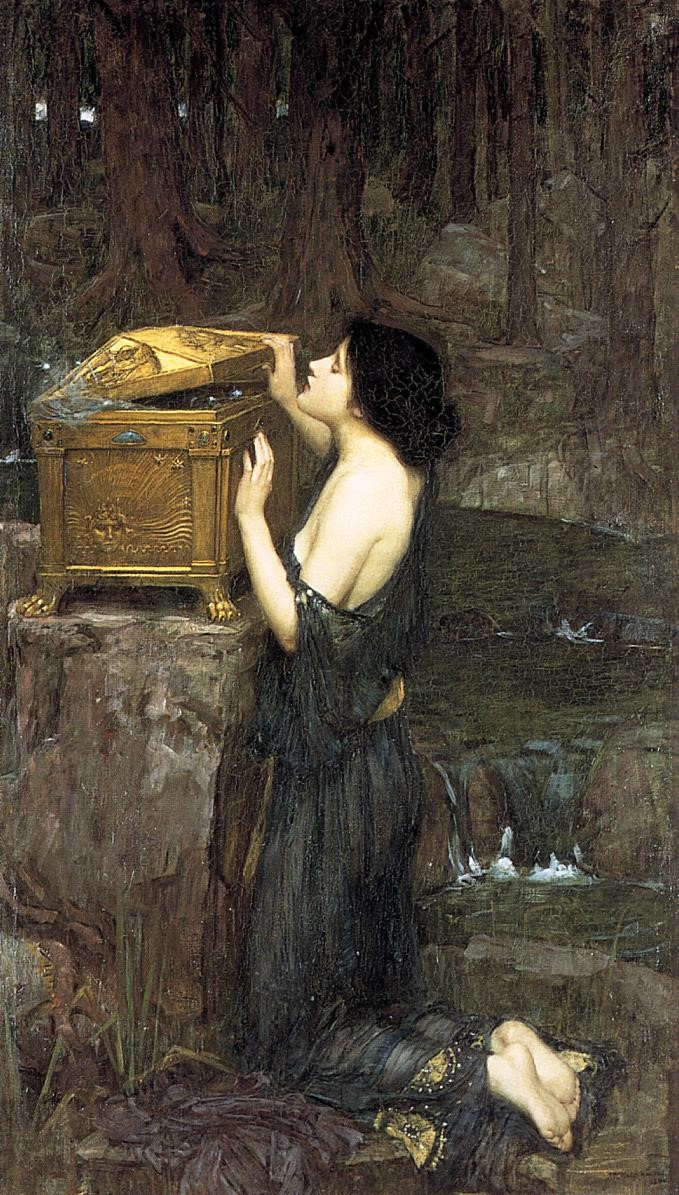
Pandora 1896
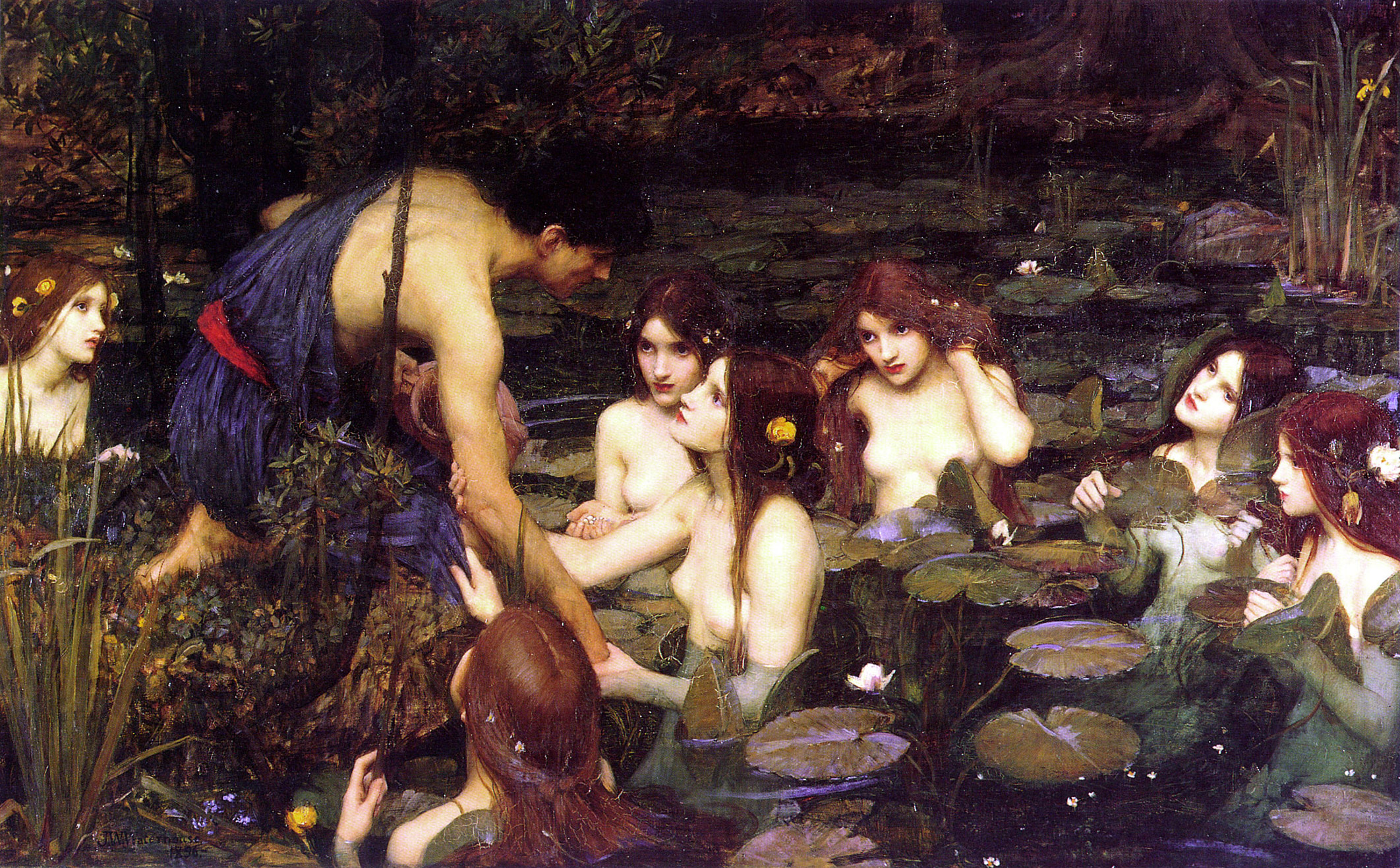
Hilas i les nimfes 1896
Juliet 1898

### Dècada de 1900

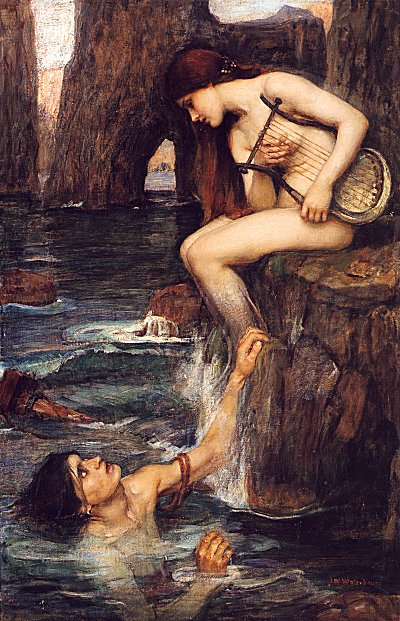
La Sirena circa 1900
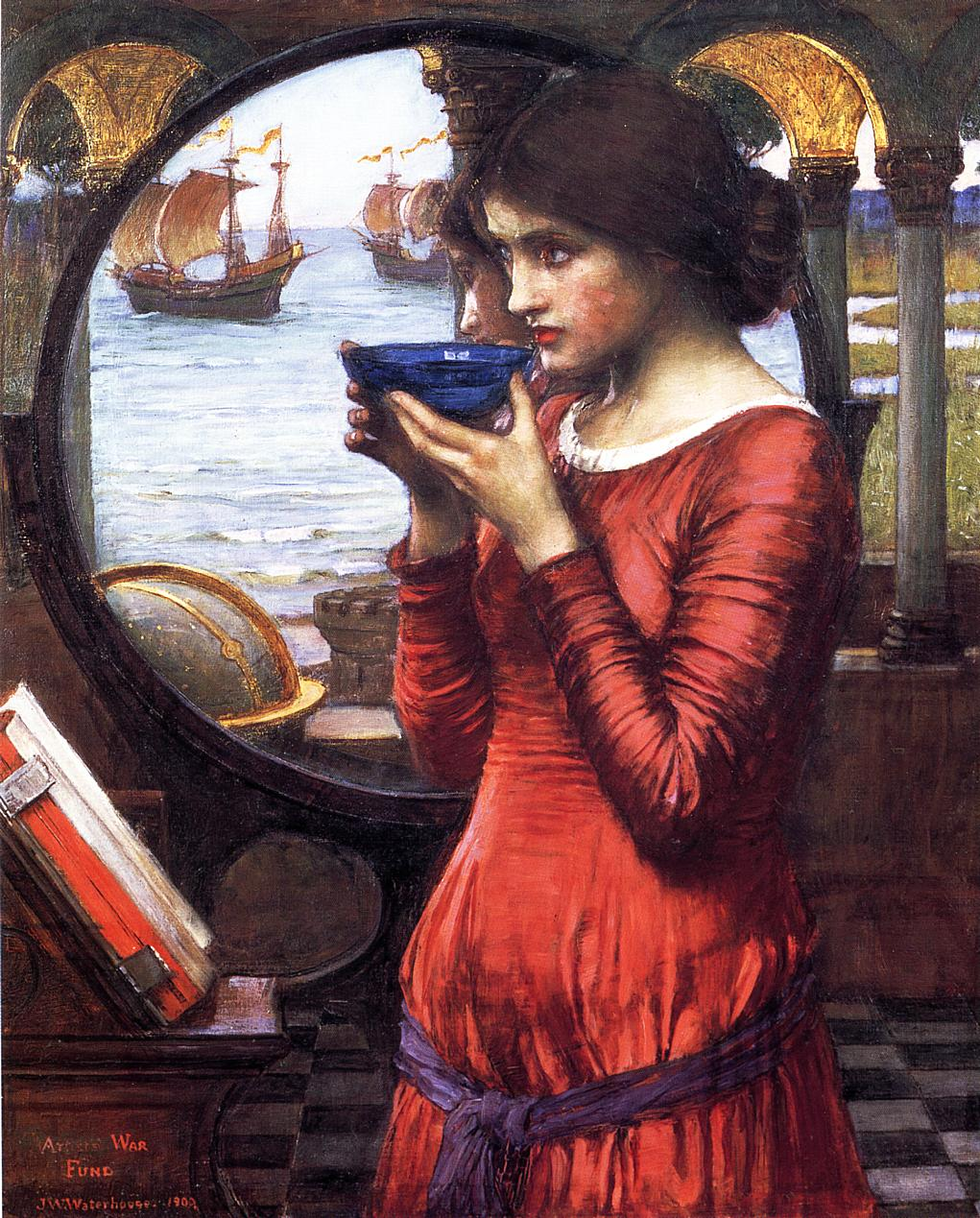
Destiny 1900
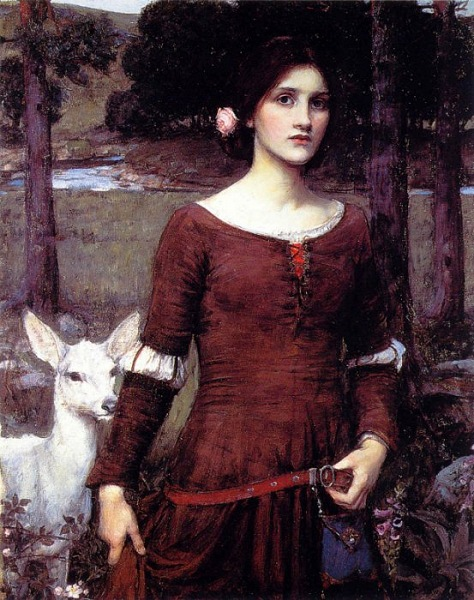
The Lady Clare 1900
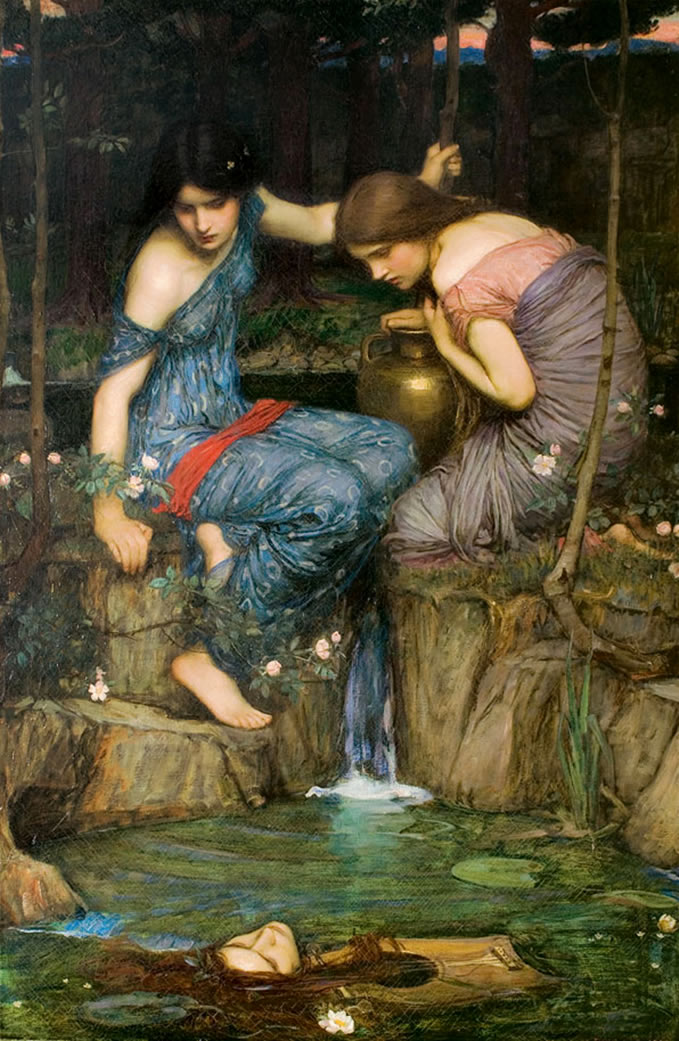
Nymphs Finding the Head of Orpheus 1900
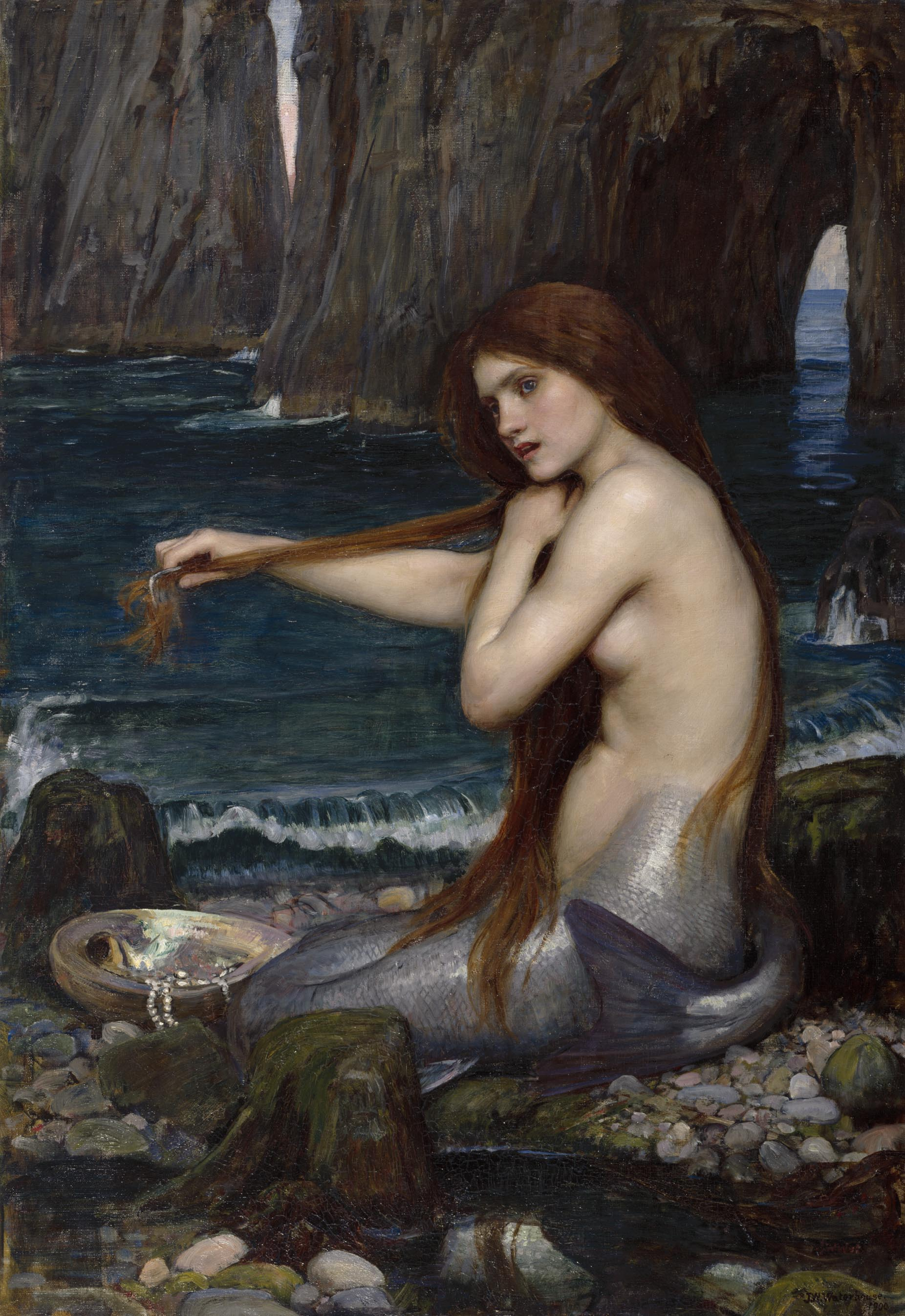
The Mermaid 1901
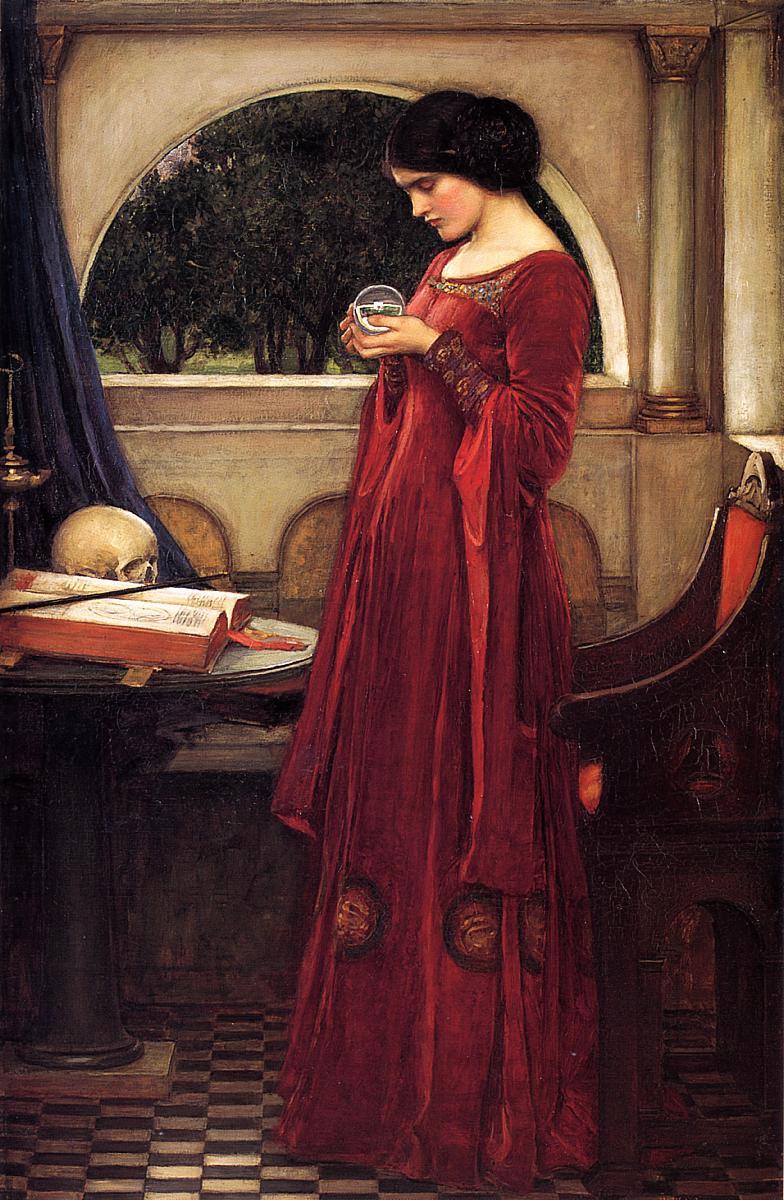
La bola de cristall 1902
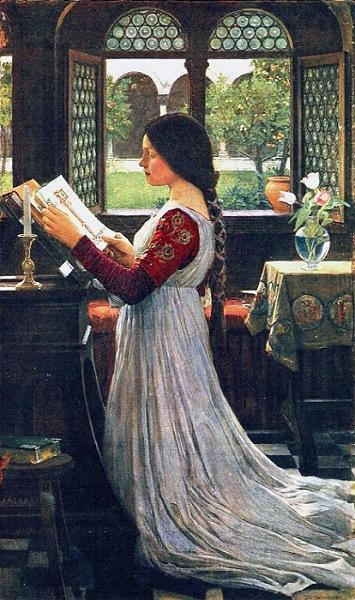
The Missal 1902
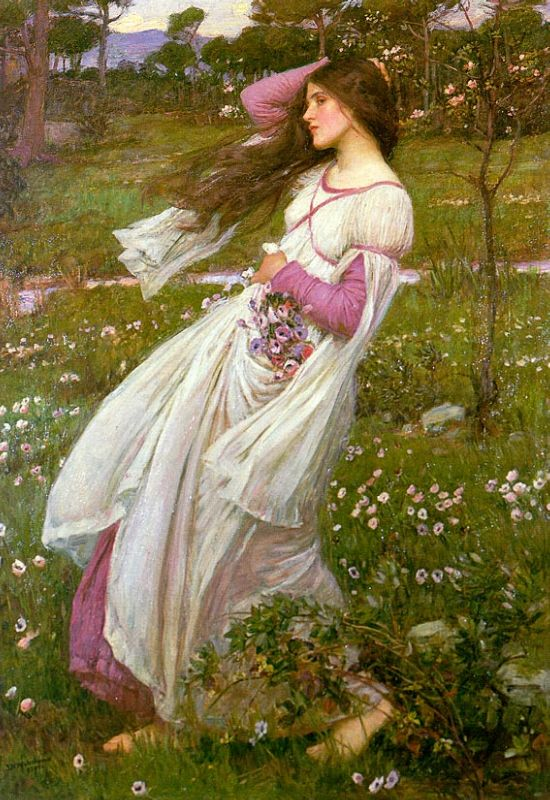
Windflowers 1902
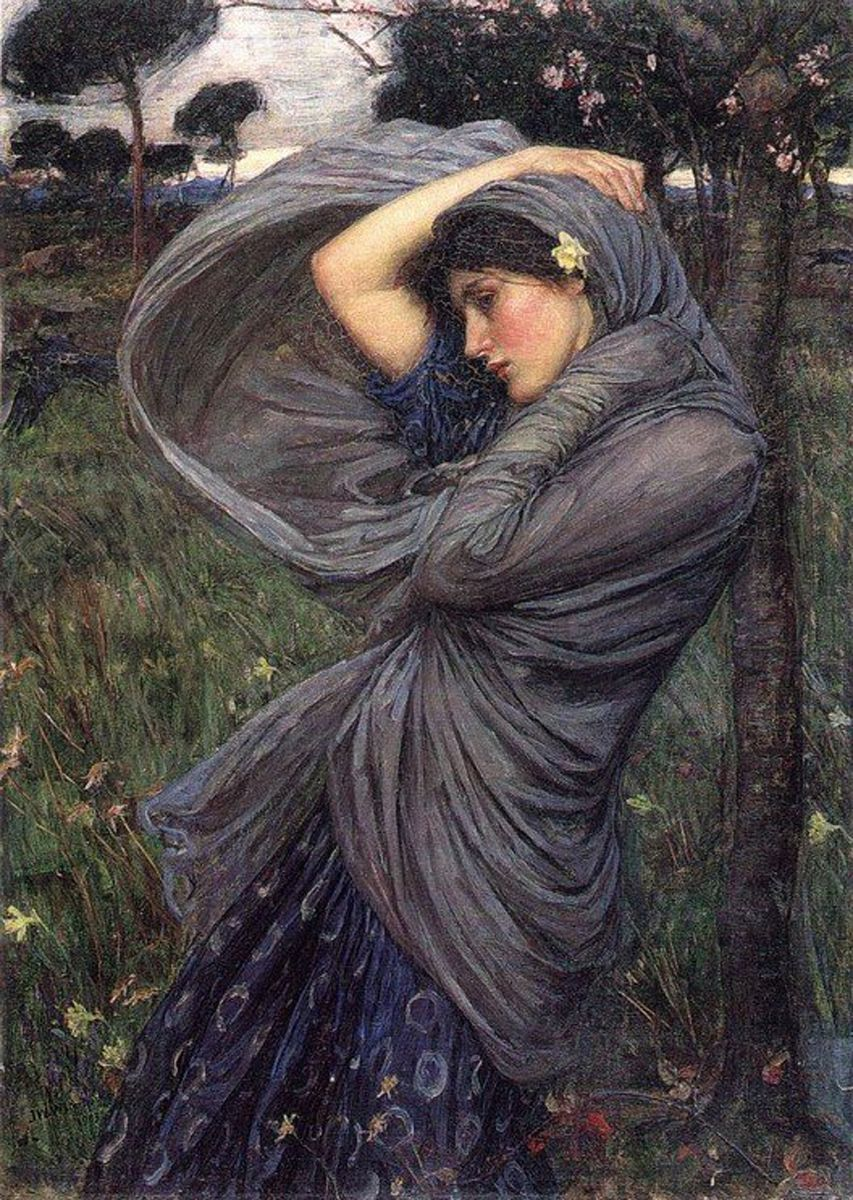
Bòreas 1903
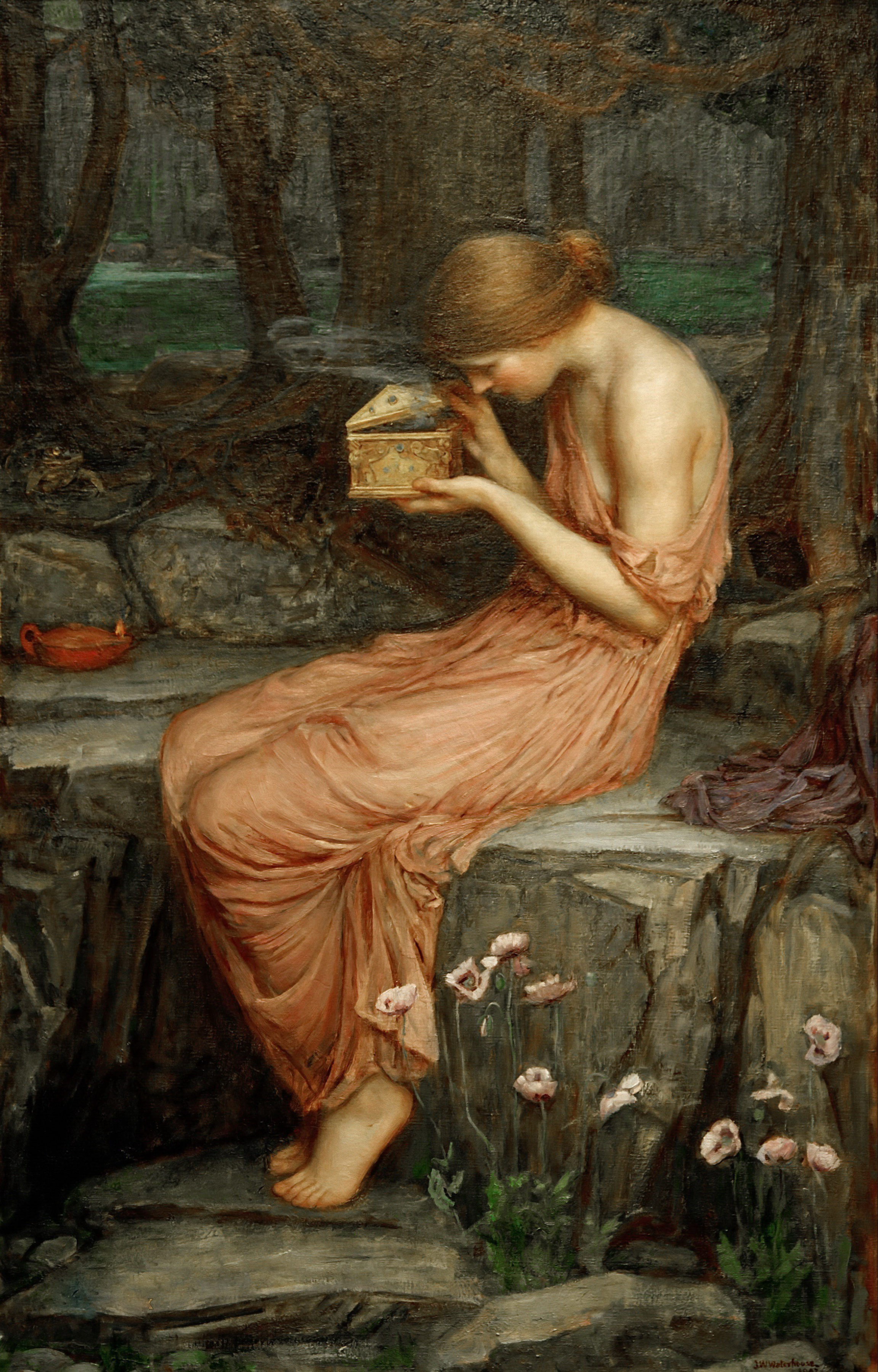
Psyche Opening the Golden Box 1903
Psyche Opening the Door into Cupid's Garden 1904
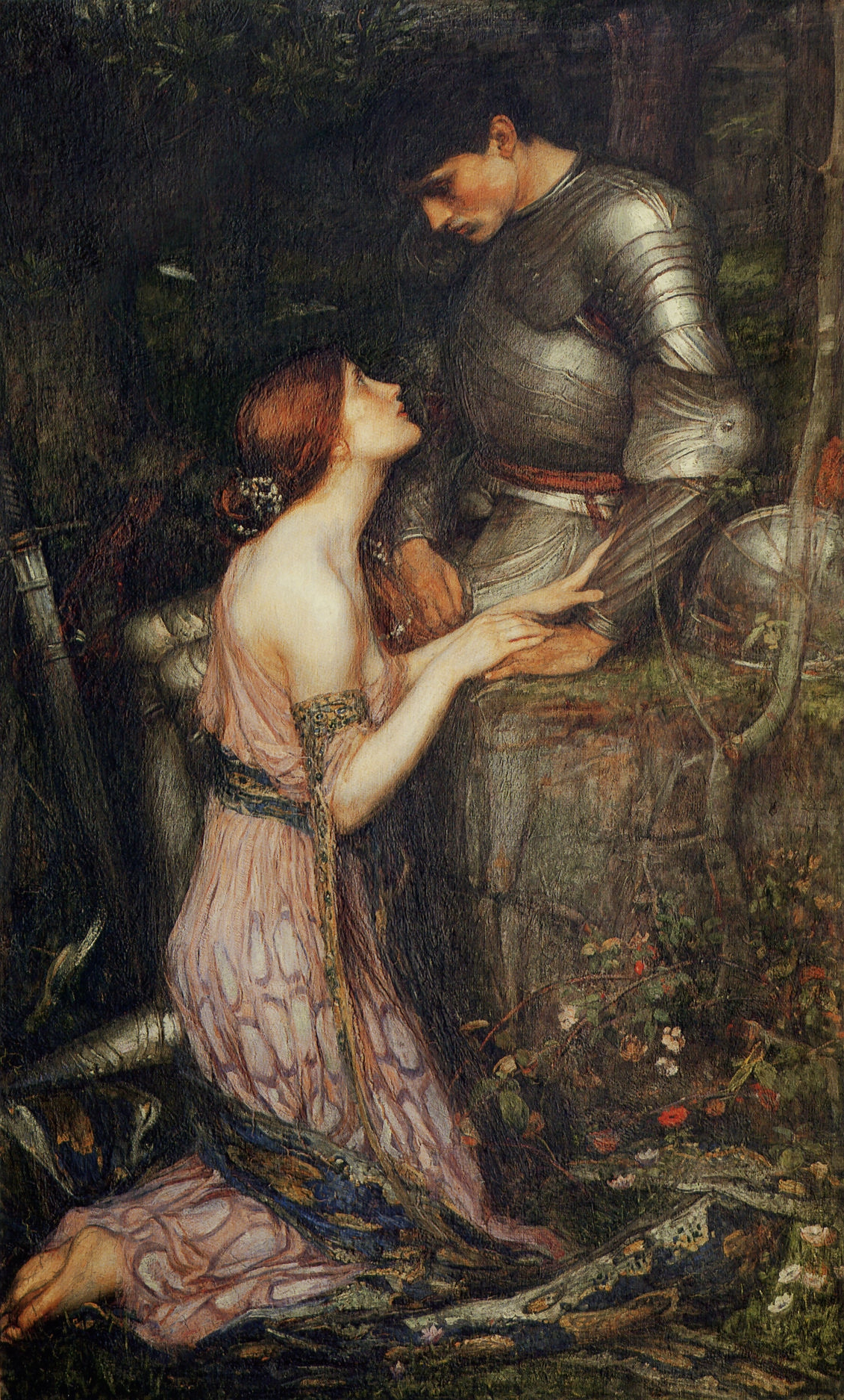
Lamia (version 1) 1905
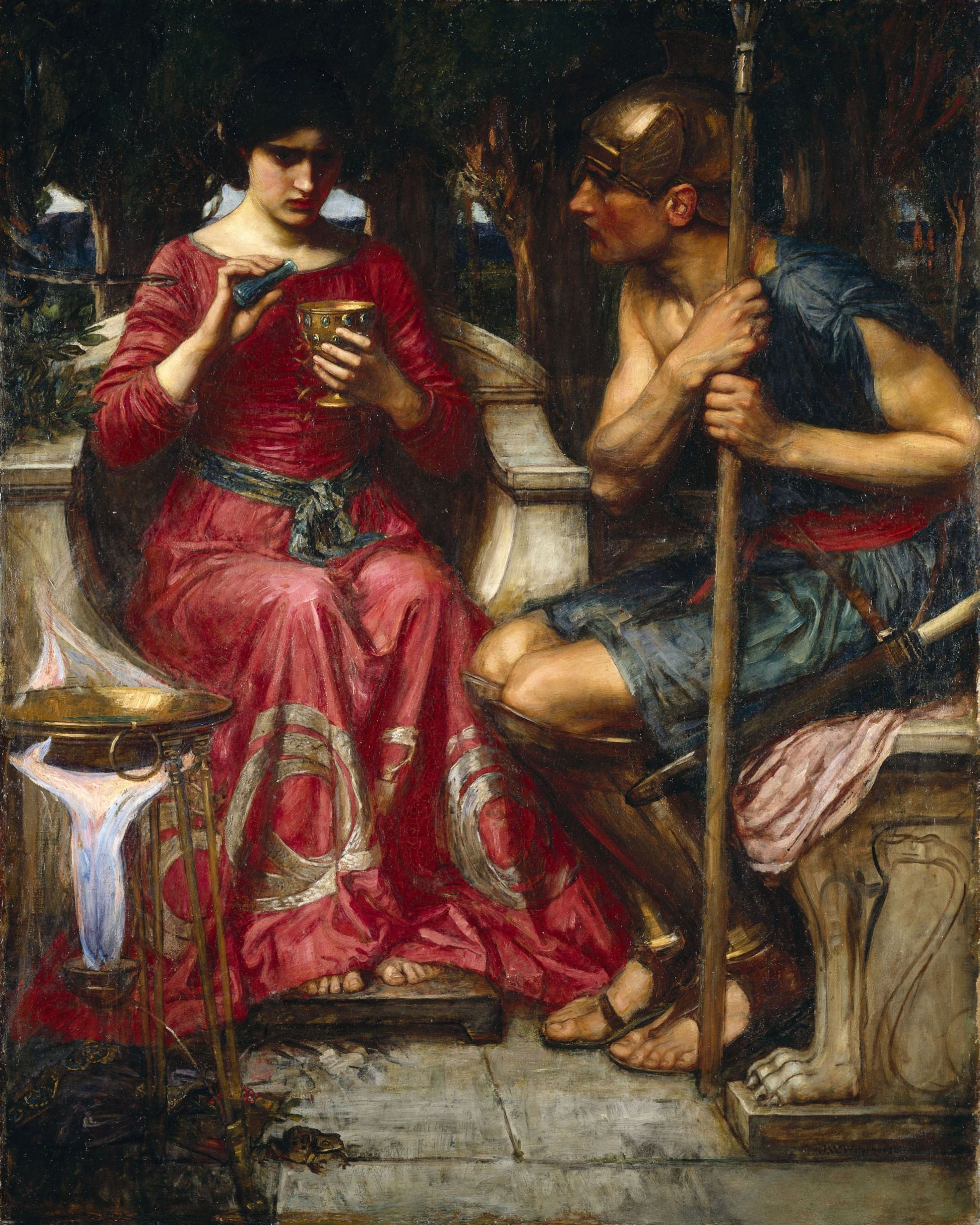
Jason and Medea 1907
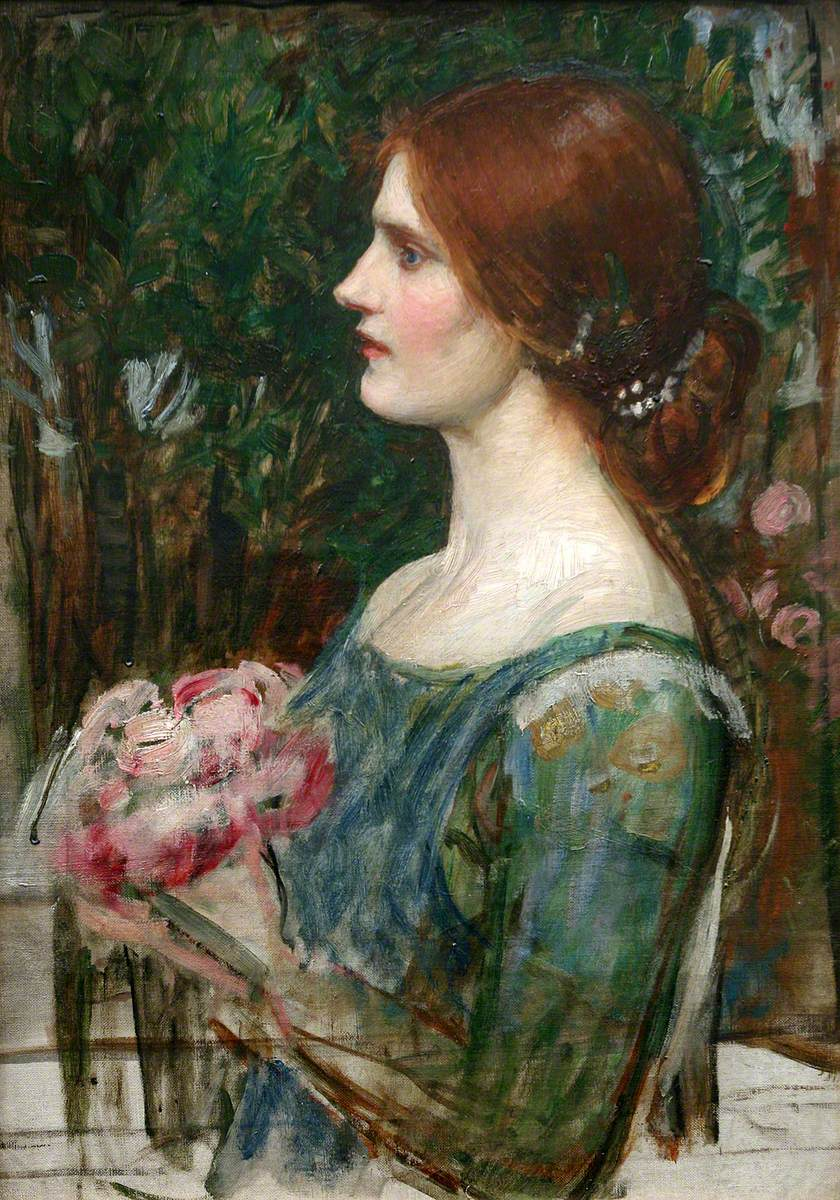
The Bouquet (a study) 1908
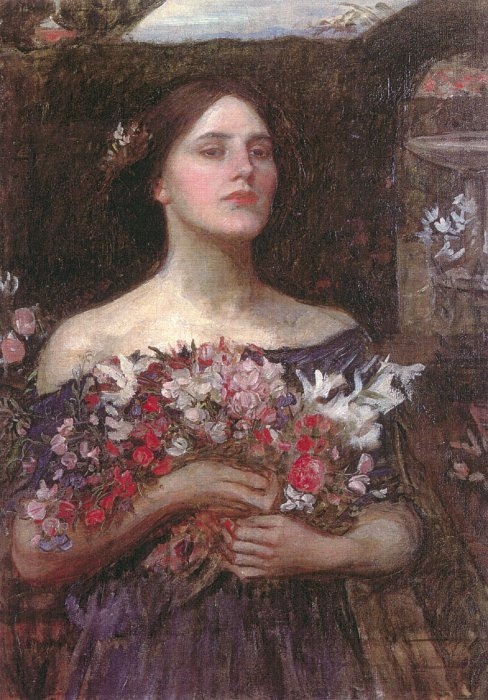
Gather Ye Rosebuds or Ophelia (a study) circa 1908
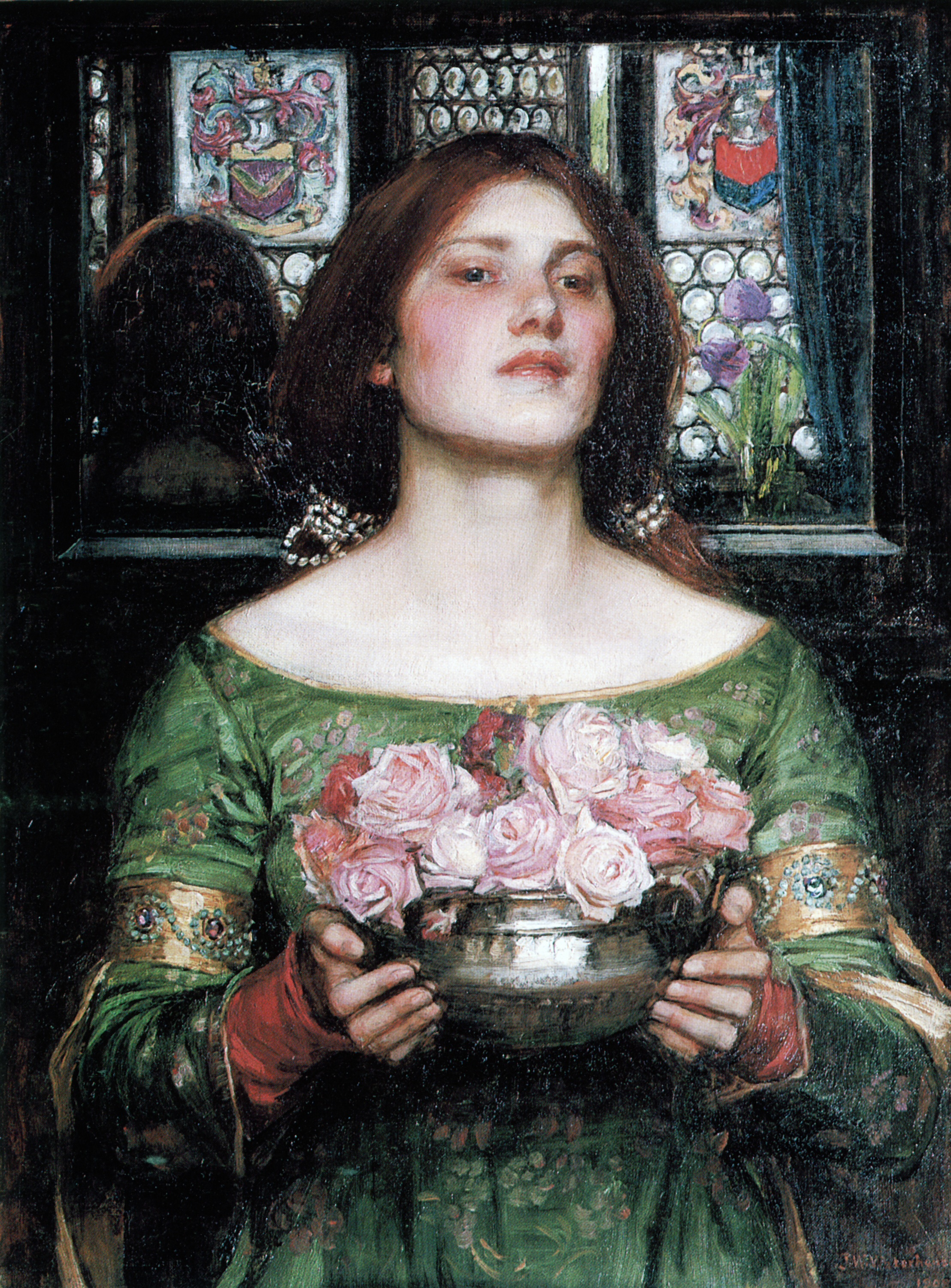
Gather Ye Rosebuds While Ye May... 1908
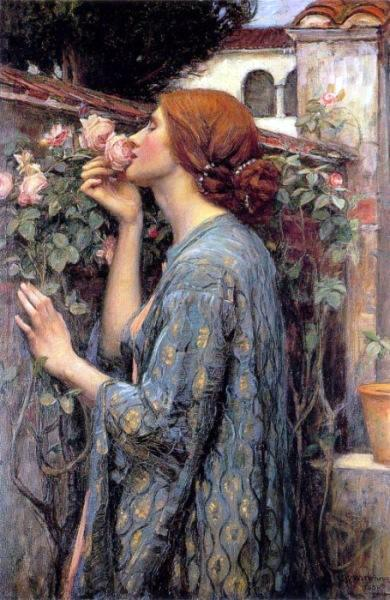
The Soul of the Rose or My Sweet Rose 1908
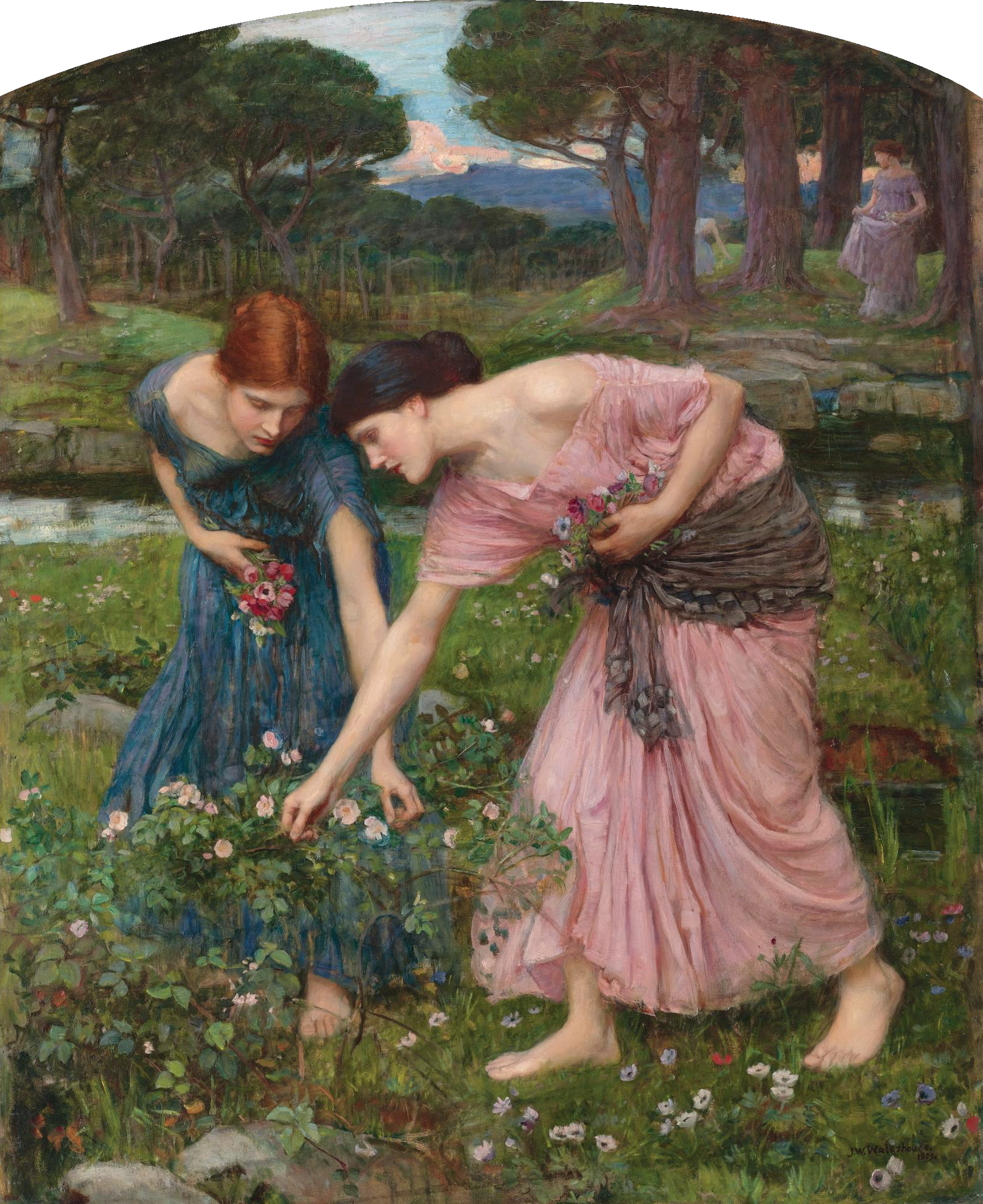
Gather Ye Rosebuds While Ye May 1909
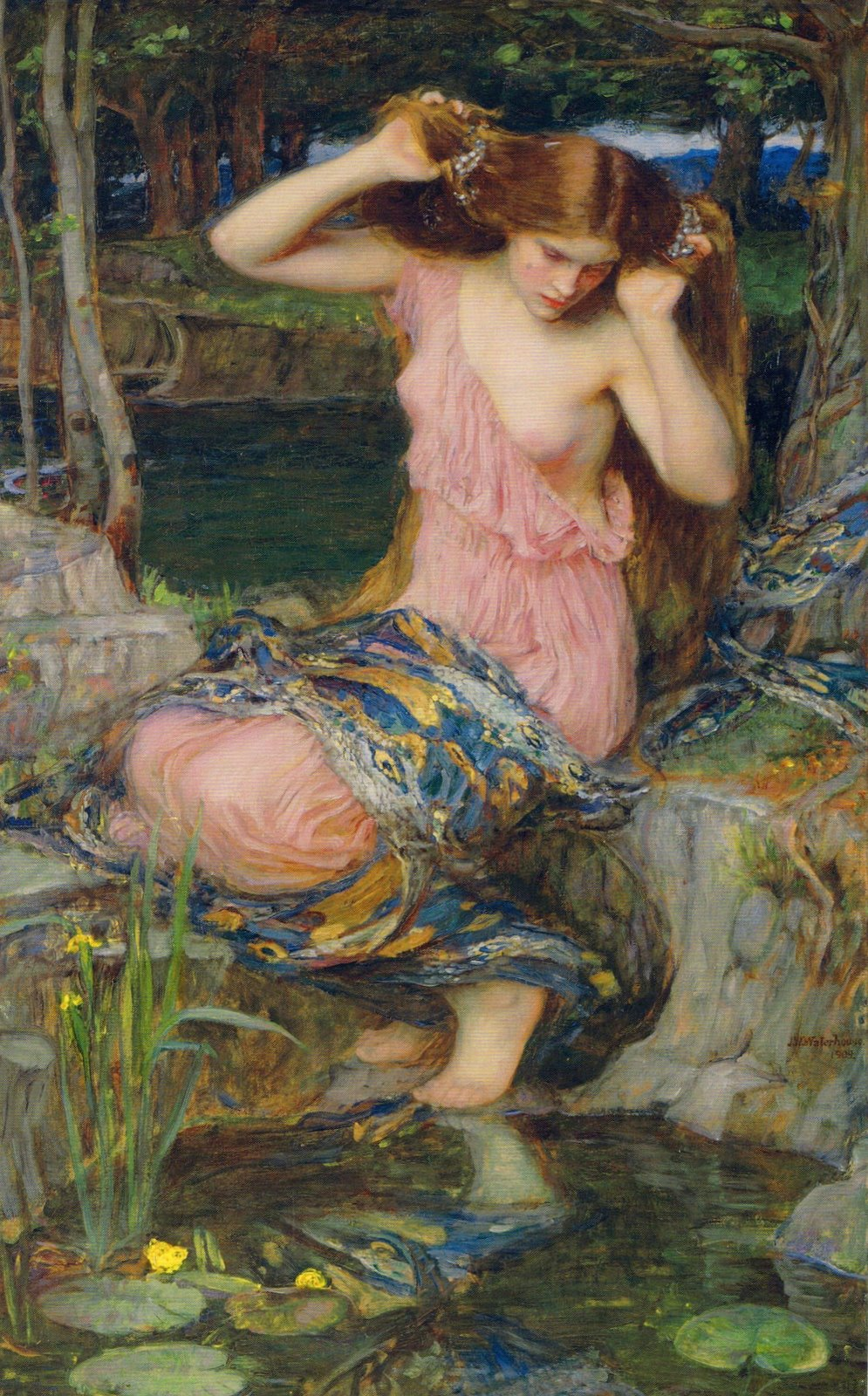
Lamia (version 2) 1909
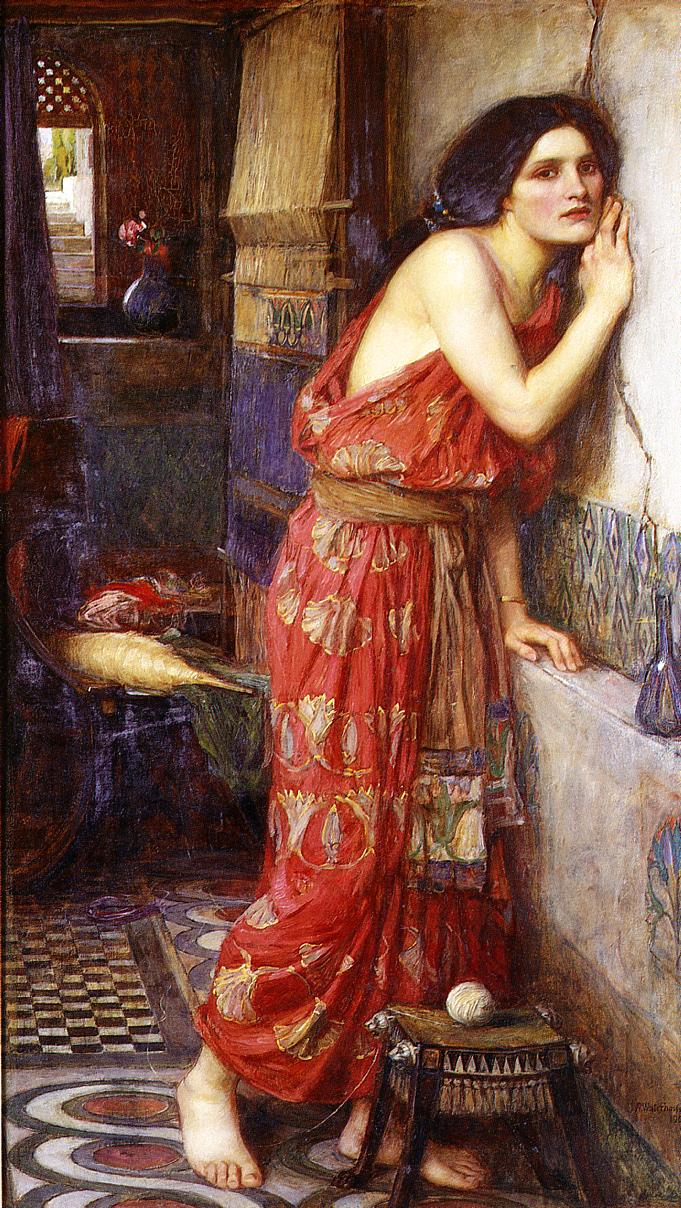
Thisbe 1909

### Dècada de 1910

Ophelia 1910
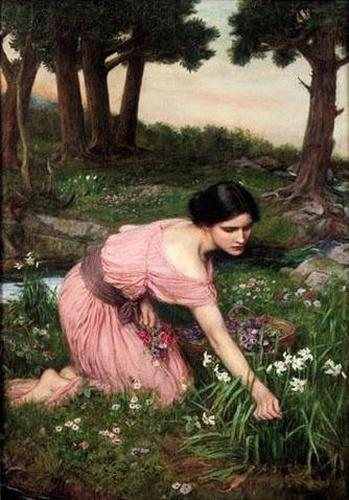
Spring Spreads One Green Lap of Flowers 1910
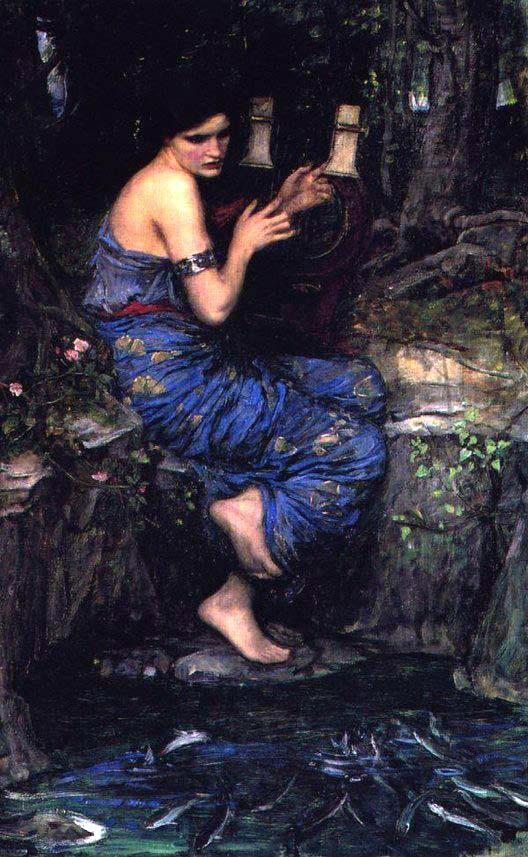
The Charmer 1911
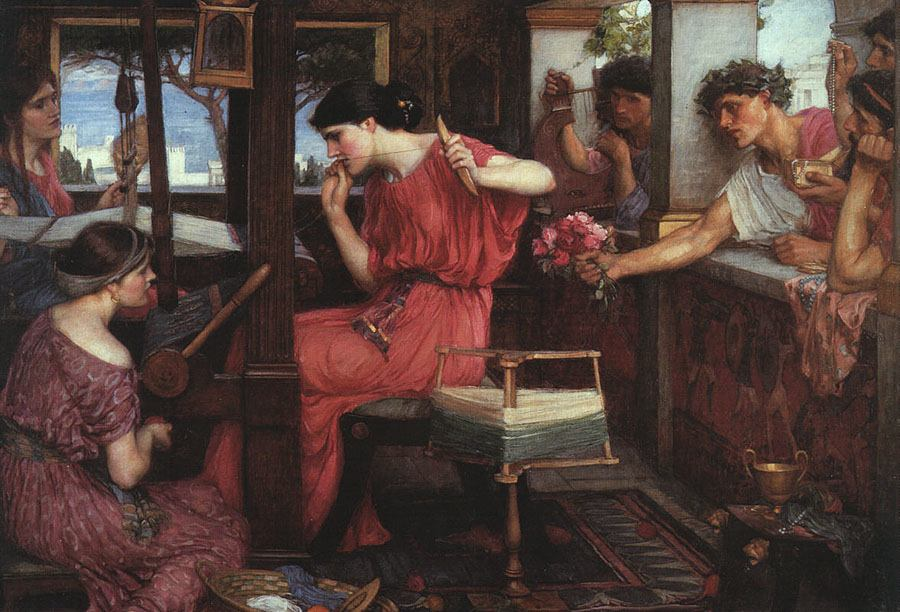
Penelope and the Suitors 1912
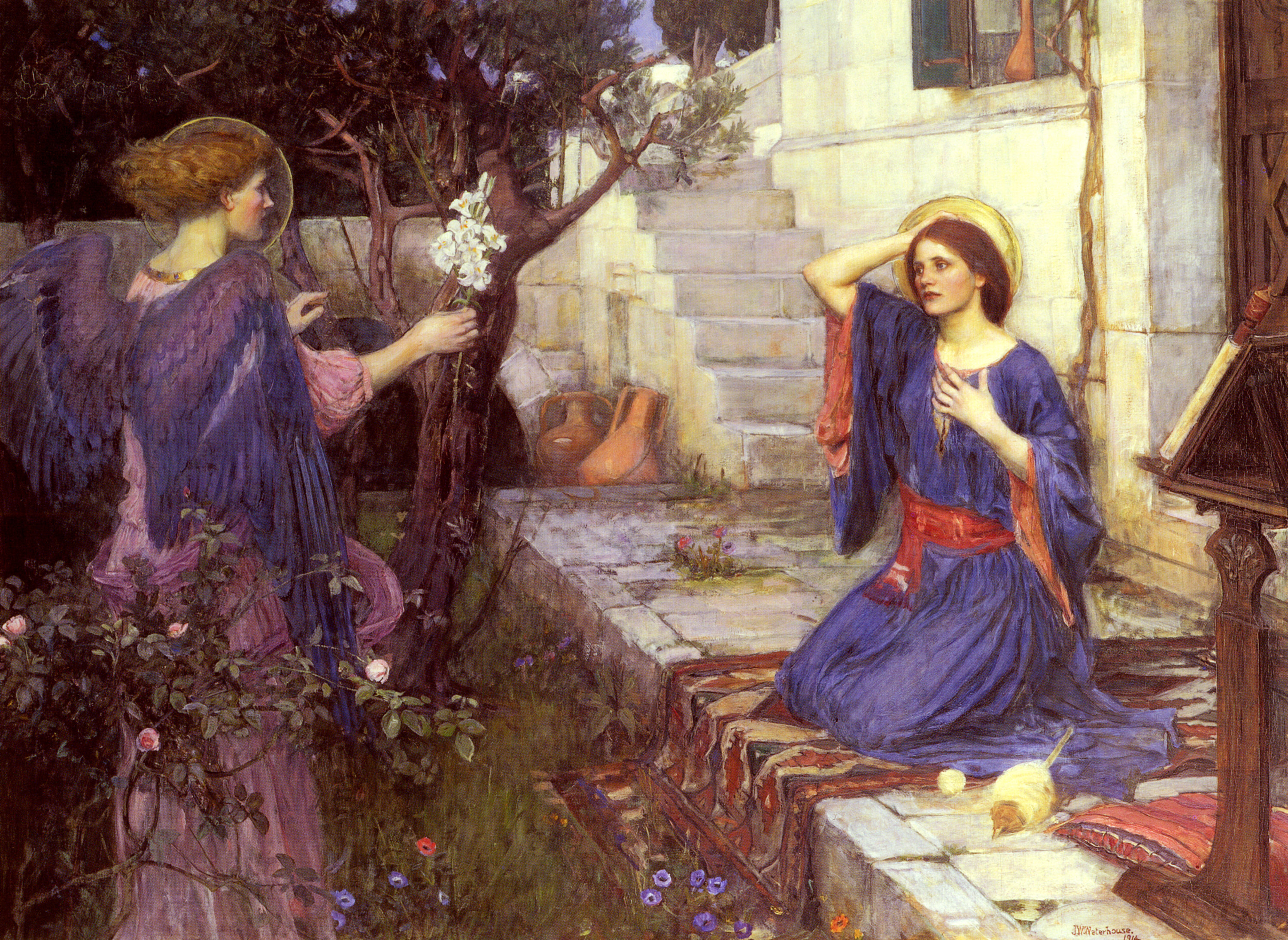
The Annunciation 1914
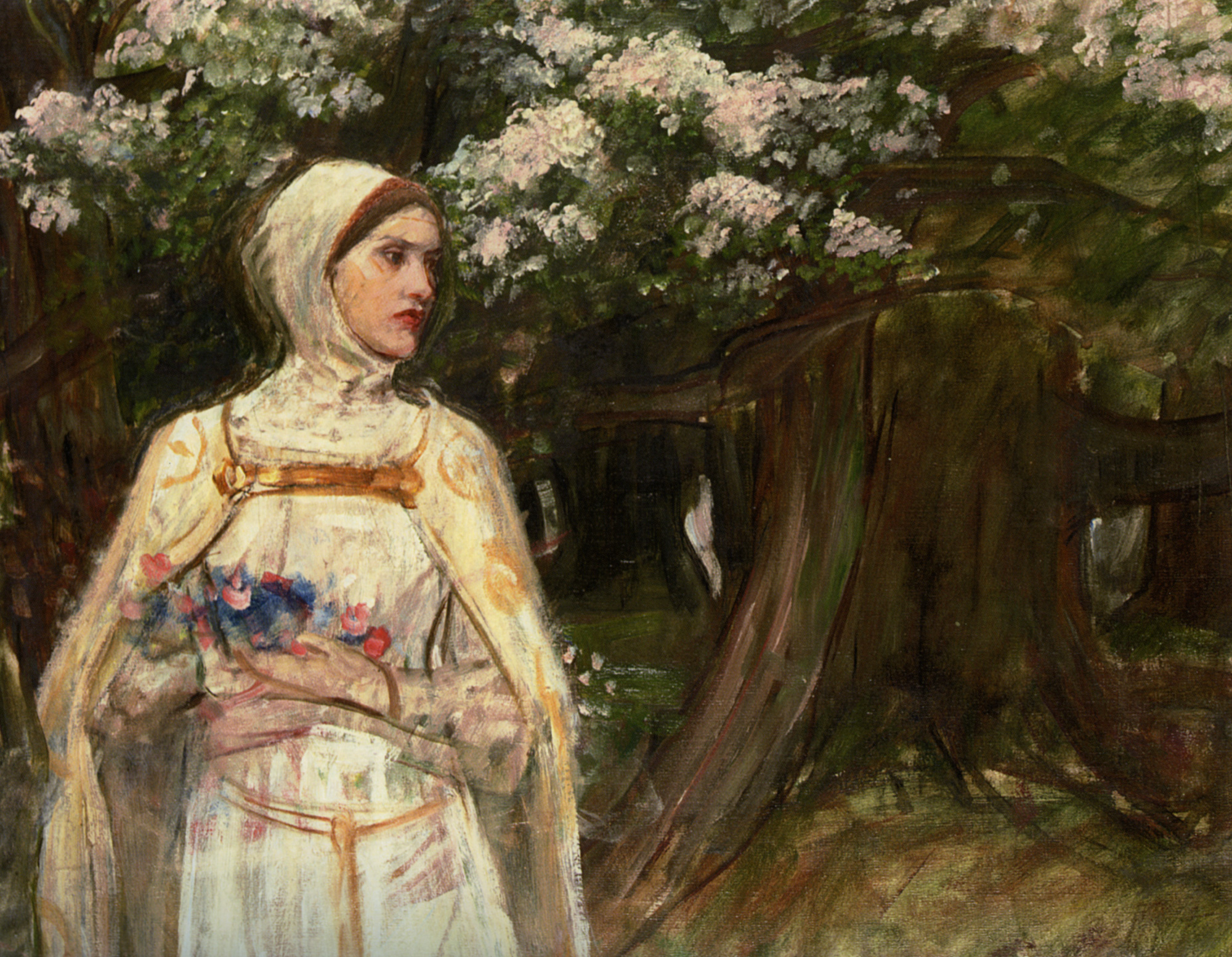
Beatrice Circa 1915
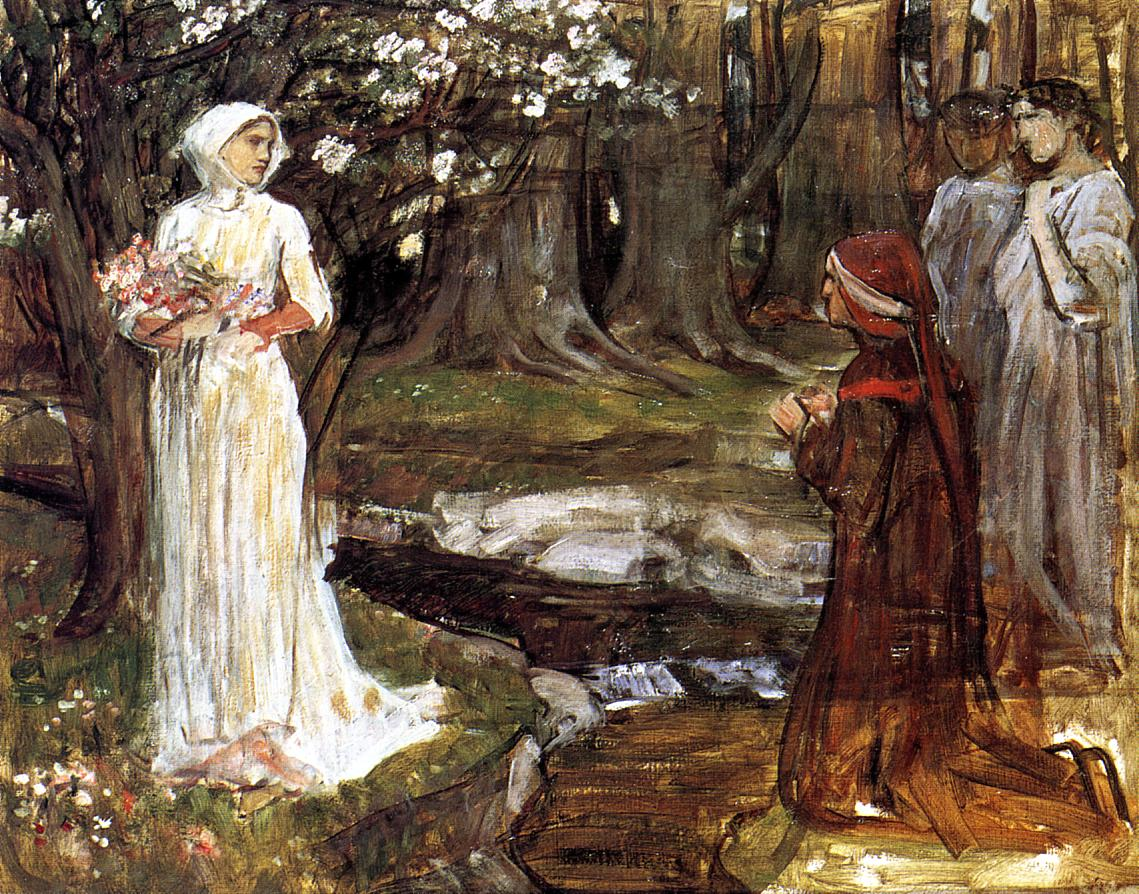
Dante and Beatrice 1915
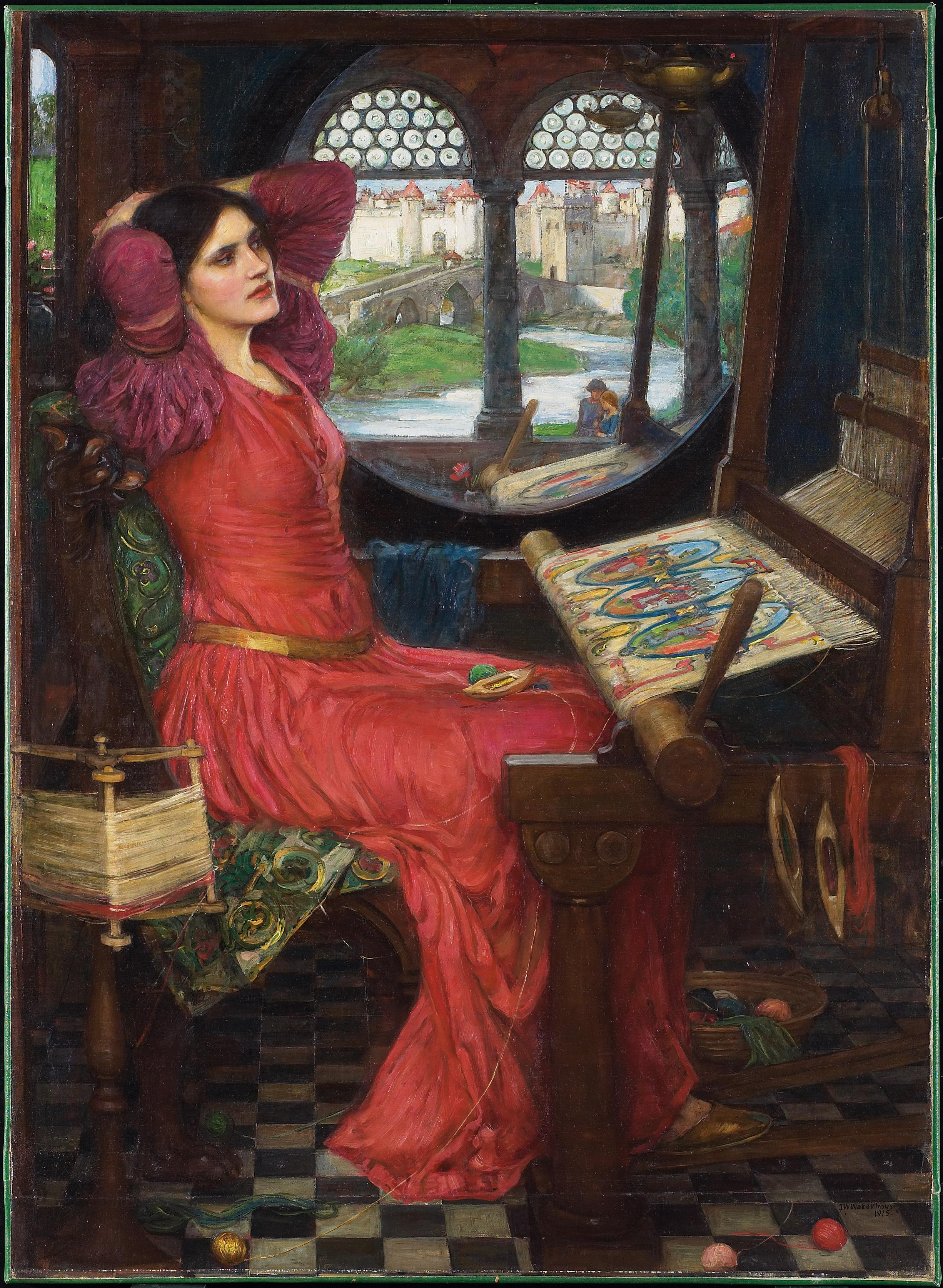
I am half-sick of shadows, said the Lady of Shalott 1916
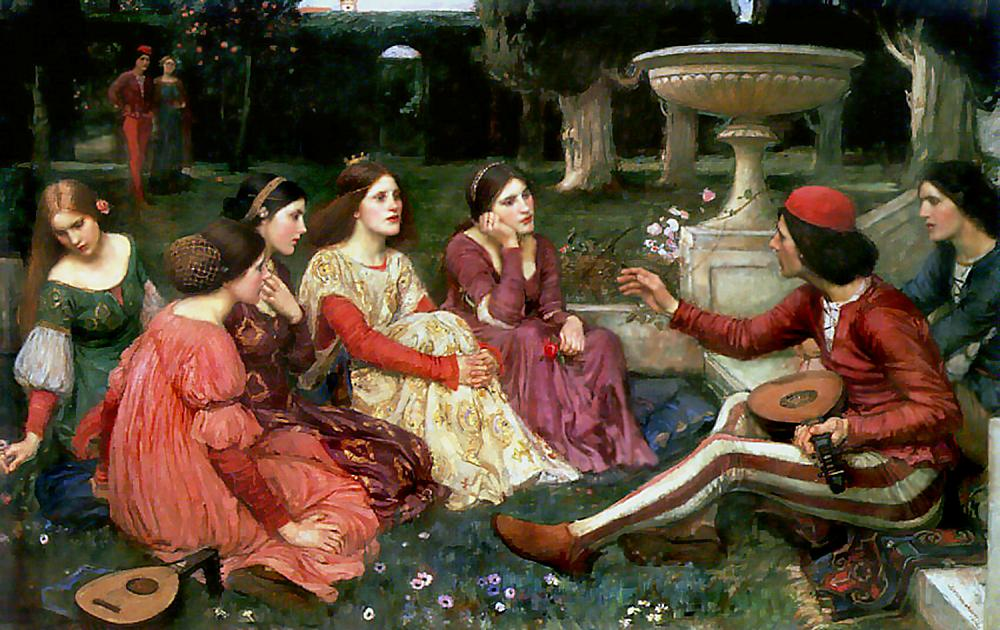
A Tale from the Decameron 1916
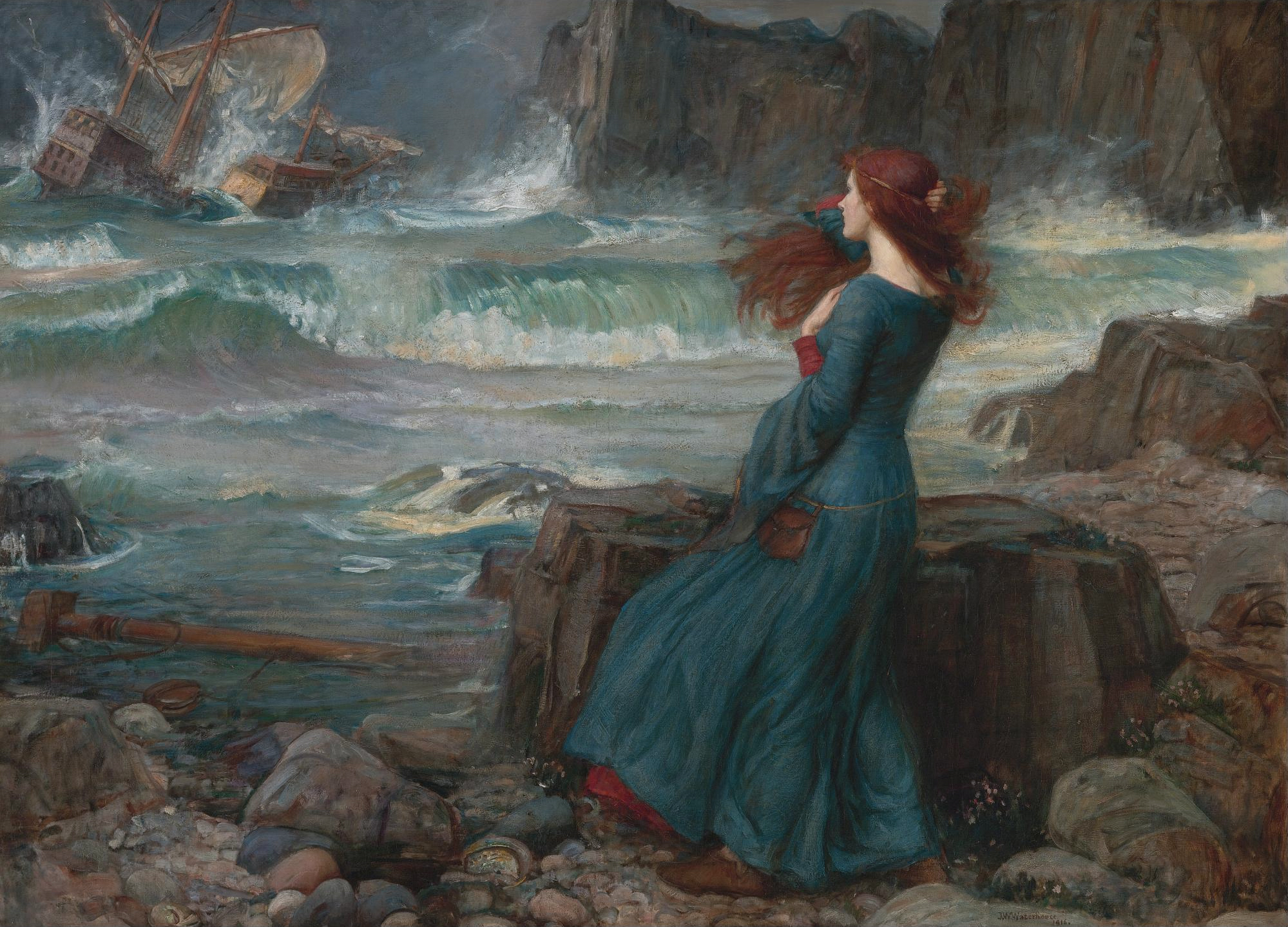
Miranda -- The Tempest 1916
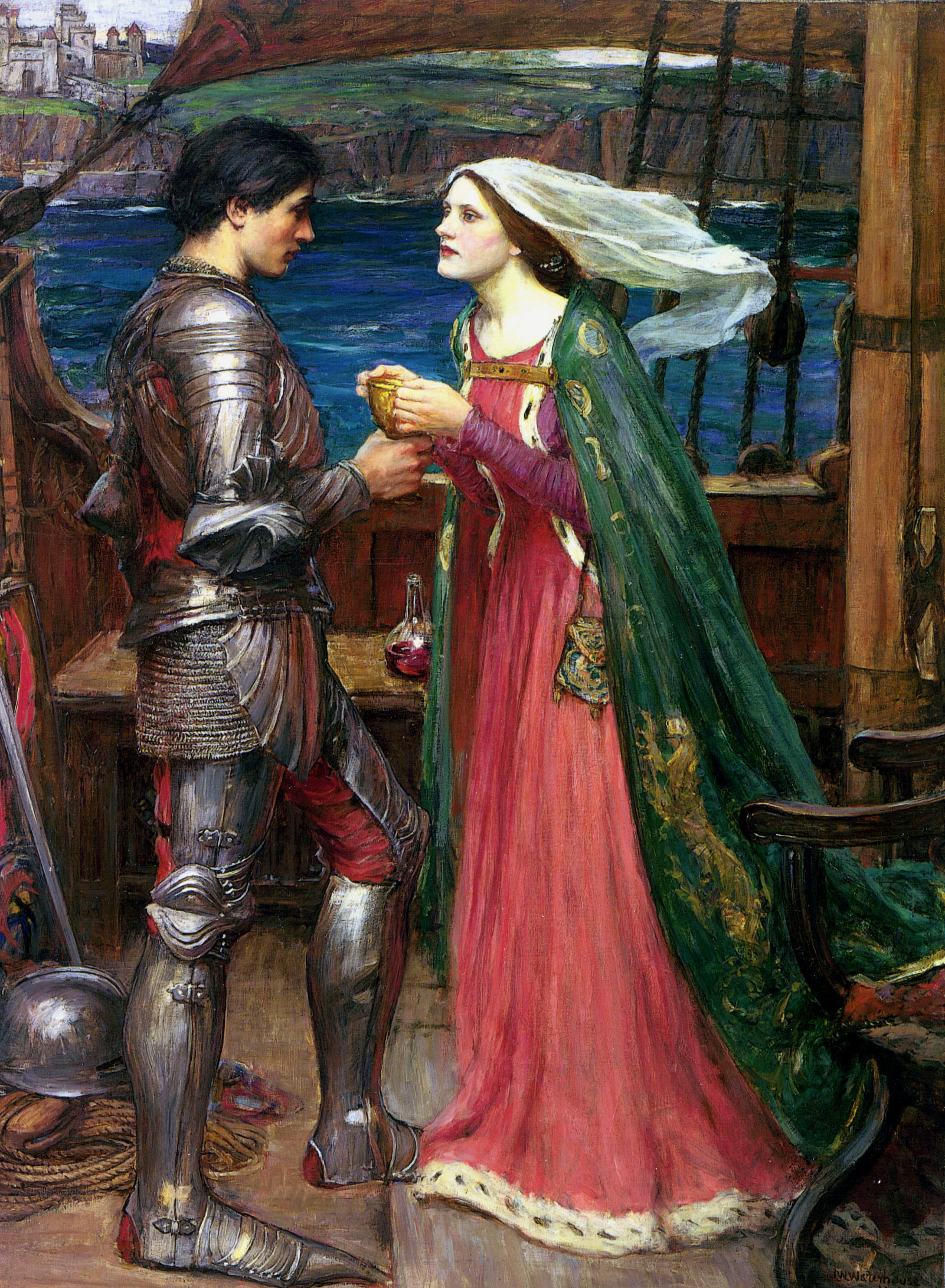
Tristan and Isolde 1916